# Liste der Biografien/Ter
Liste der Biografien |
Portal Biografien |
Personensuche
# |
A |
B |
C |
D |
E |
F |
G |
H |
I |
J |
K |
L |
M |
N |
O |
P |
Q |
R |
S |
T |
U |
V |
W |
X |
Y |
Z |
?
 
Ta |
Tc |
Te |
Tf |
Tg |
Th |
Ti |
Tj |
Tk |
Tl |
Tm |
To |
Tq |
Tr |
Ts |
Tu |
Tv |
Tw |
Tx |
Ty |
Tz
 
Tea |
Teb |
Tec |
Ted |
Tee |
Tef |
Teg |
Teh |
Tei |
Tej |
Tek |
Tel |
Tem |
Ten |
Teo |
Tep |
Teq |
Ter |
Tes |
Tet |
Teu |
Tev |
Tew |
Tex |
Tey |
Tez
Die Liste der Biografien führt alle Personen auf, die in der deutschsprachigen Wikipedia einen Artikel haben. Dieses ist eine Teilliste mit 736 Einträgen von Personen, deren Namen mit den Buchstaben „Ter“ beginnt.

## Ter
- ter Hell, Willy (1883–1947), deutscher Maler
- ter Horst, Bets (1908–1997), niederländische Sprinterin, Hürdenläuferin und Hochspringerin
- ter Horst, Jano (* 2002), deutscher Fußballspieler
- ter Horst, Jette (* 2002), deutsche Fußballspielerin
- Ter Horst, Karl-Wilhelm (* 1950), deutscher Sozialwissenschaftler, Theologe, Pfarrer
- ter Horst, Thijs (* 1991), niederländischer Volleyballspieler
- ter Maat, Wouter (* 1991), niederländischer Volleyballspieler
- Ter Meulen, Volker (* 1933), deutscher Mediziner und Präsident der Leopoldina
- Ter Minassian, Anahide (1929–2019), französische Historikerin armenischer Abstammung
- ter Sluis, Tessa (* 1995), niederländische Squashspielerin
- Ter Stegen, Marc-André (* 1992), deutscher FußballspielerMarc-André ter Stegen (* 1992)

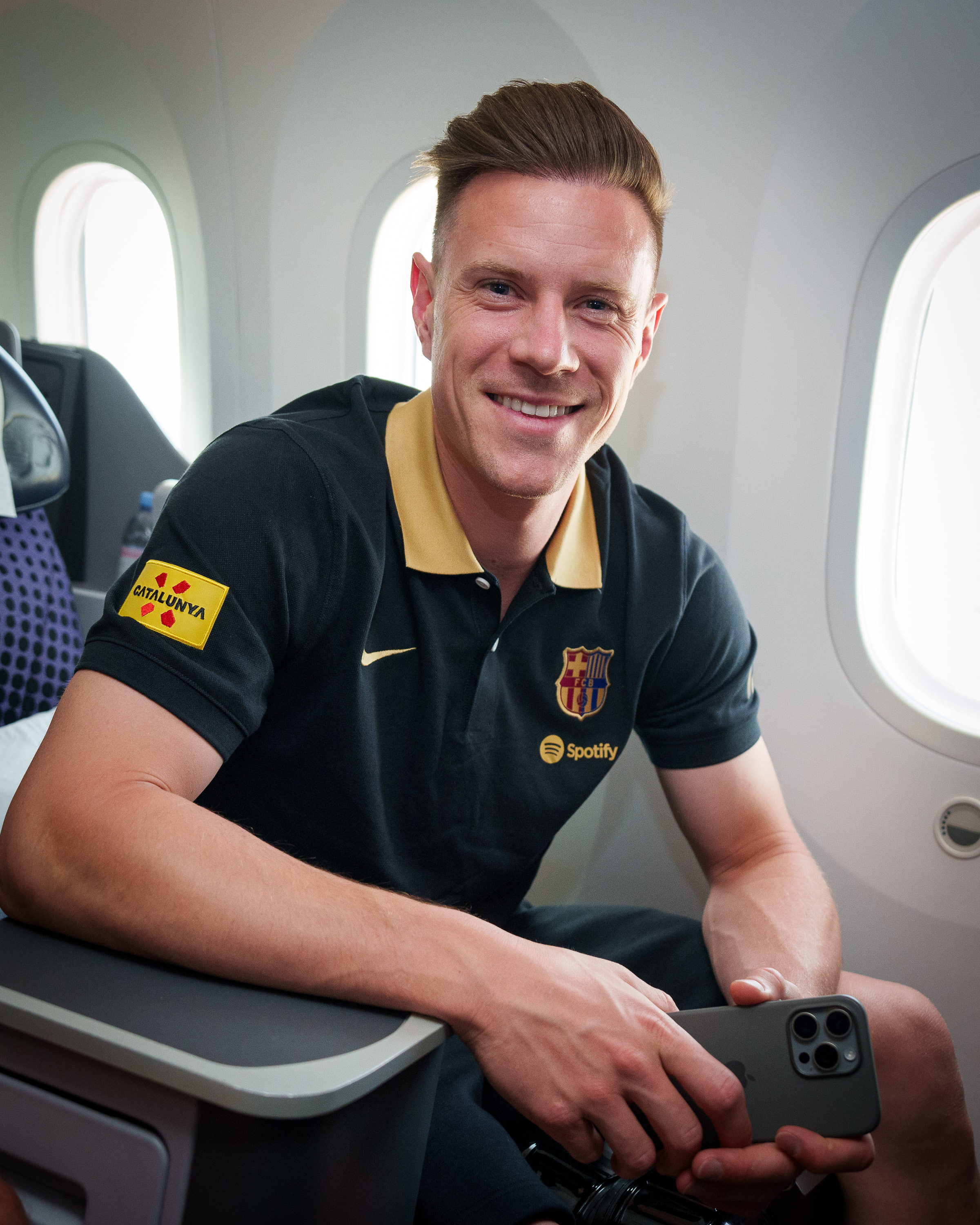
Marc-André ter Stegen (* 1992)

- ter Wielen, Leon (* 1988), niederländischer Fußballtorhüter
- Ter-Arutunian, Rouben (1920–1992), georgisch-russisch-amerikanischer Kostüm- und Bühnenbildner
- Ter-Awetikjan, Anna (1908–2013), erste armenische Architektin
- Ter-Gewondjan, Anuschawan (1887–1961), armenischer Komponist
- Ter-Grigorjanz, Norat (* 1936), sowjetisch-armenischer Generalleutnant und Militärkommandeur im Ruhestand
- Ter-Martirosjan, Karen Awetowitsch (1922–2005), russischer Physiker
- Ter-Martirosjan, Sawen (1936–2023), sowjetischer bzw. russisch-armenischer Geotechniker und Hochschullehrer
- Ter-Mesrobjan, Tatjana Eduardowna (* 1968), russische Weitspringerin
- Ter-Minasjan, Margarit (1910–1995), sowjetisch-russische Koleopterologin
- Ter-Minasjan, Ruben (1882–1951), armenischer Politiker, Mitglied der Armenischen Revolutionären Föderation und Kriegsminister der Demokratischen Republik Armenien
- Ter-Mkrtchyan, Alfred (* 1971), deutscher Ringer armenischer Herkunft
- Ter-Nedden, Gisbert (1940–2014), deutscher Germanist und Literaturwissenschaftler
- Ter-Nedden, Wilhelm (1904–2000), deutscher Verwaltungsjurist
- Ter-Ossipow, Juri (1933–1986), armenisch-sowjetischer Komponist
- Ter-Owanessjan, Igor Aramowitsch (* 1938), sowjetischer Weitspringer
- Ter-Parsegowa-Machwiladse, Eleonora (* 1875), georgische Dichterin, Publizistin und Frauenrechtlerin
- Ter-Petrosjan, Lewon (* 1945), armenischer Politiker, Präsident von Armenien (1991–1998)Lewon Ter-Petrosjan (* 1945)

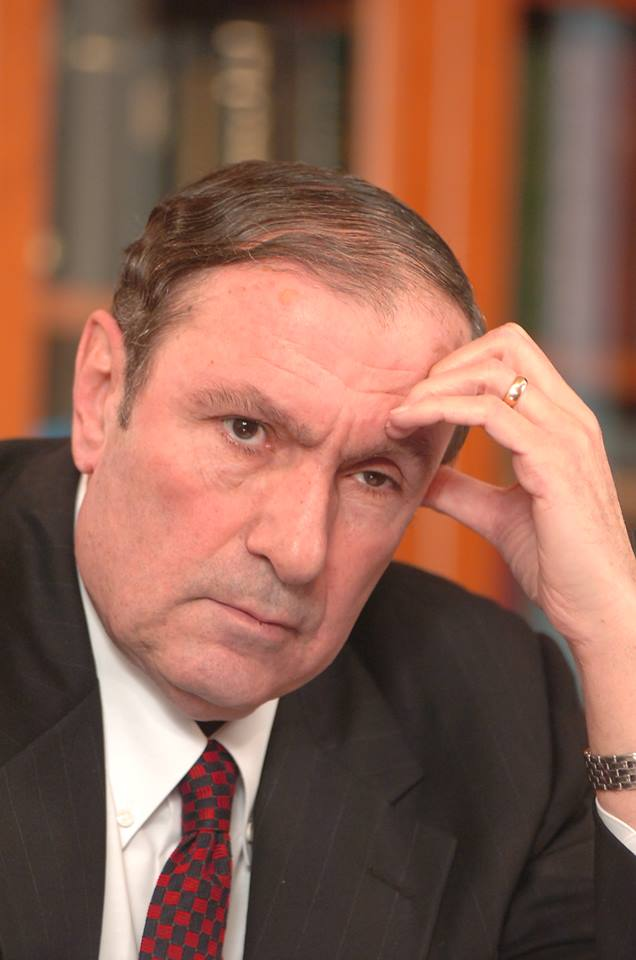
Lewon Ter-Petrosjan (* 1945)

- Ter-Pogossian, Michel (1925–1996), US-amerikanischer Physiker
- Ter-Sarkisjanz, Alla Jerwandowna (1937–2019), russische Historikerin und Ethnografin mit dem Spezialgebiet Armenien
- Ter-Tadewosjan, Arkadi (1939–2021), armenischer Generalmajor
- Ter-Tadewosjan, John (1926–1988), sowjetisch-armenischer Komponist und Violinist
- Ter-Waganjan, Wagarschak Arutjunowitsch (1893–1936), sowjetischer Schriftsteller

### Tera
- Tera-Netjer, frühägyptischer Beamter
- Terada, Asuka (* 1990), japanische Hürdenläuferin
- Terada, Masafumi (* 1994), japanischer Fußballspieler
- Terada, Minoru (* 1958), japanischer Politiker
- Terada, Noboru (1917–1986), japanischer Schwimmer
- Terada, Nobuhiro (* 1976), japanischer Balletttänzer und Choreograph
- Terada, Rin (* 1948), japanischer Maler
- Terada, Sakurako (* 1984), japanische Curlerin
- Terada, Shin’ichi (* 1985), japanischer Fußballspieler
- Terada, Shūhei (* 1975), japanischer Fußballspieler
- Terada, Takeshi (* 1980), japanischer Fußballspieler
- Terada, Torahiko (1878–1935), japanischer Physiker und Schriftsteller
- Terada, Tōru (1915–1995), japanischer Literaturkritiker und Romanist
- Terada, Yōjirō (* 1947), japanischer Automobilrennfahrer
- Terada, Yōsuke (* 1987), japanischer Fußballspieler
- Terai, Naoko (* 1967), japanische Jazzmusikerin
- Terai, Rikisaburō (* 1930), japanischer Maler im Yōga-Stil
- Terajima, Ken (1882–1972), japanischer Vizeadmiral und Politiker, Minister
- Terajima, Shinobu (* 1972), japanische Theater- und Filmschauspielerin
- Terajima, Susumu (* 1963), japanischer Schauspieler
- Terakado, Riku (* 2002), japanischer Fußballspieler
- Terakado, Ryō (* 1961), japanischer Violinist und Dirigent
- Terakado, Seiken (1796–1868), japanischer Schriftsteller
- Terakawa, Aimi (* 1991), japanische Seiyū und J-Pop-Sängerin
- Terakawa, Aya (* 1984), japanische Schwimmerin
- Terakawa, Masaoki, japanischer Jazzmusiker
- Terakawa, Yoshito (* 1974), japanischer Fußballspieler
- Terakubo, Erena (* 1992), japanische Jazzmusikerin
- Teramae, Kōta (* 1995), japanischer Fußballspieler
- Terán Bermúdez, Helizandro (* 1965), venezolanischer Ordensgeistlicher, römisch-katholischer Erzbischof von Mérida
- Terán Dutari, Julio César (* 1933), panamaischer Jesuit, römisch-katholischer Bischof
- Terán Munguía, Amanda Mireya (* 1941), mexikanische Botschafterin
- Terán Prado, Toribio (* 1785), nicaraguanischer Politiker und Director Supremo von Nicaragua
- Terán, Ana Enriqueta (1918–2017), venezolanische Dichterin
- Teran, Janez, jugoslawischer Tischtennisspieler
- Teran, Joseph (* 1977), US-amerikanischer Mathematiker
- Terán, Manuel (* 1989), bolivianischer Leichtathletik
- Terán, Mario (1942–2022), bolivianischer Feldwebel, der Che Guevara erschoss
- Terán, Samantha (* 1981), mexikanische Squashspielerin
- Terán, Sebastián (* 1992), ecuadorianischer Badmintonspieler
- Terán, Tomás (1895–1964), spanisch-brasilianischer Pianist und Klavierpädagoge
- Teranishi, Nobukazu (* 1953), japanischer Physiker
- Terans, David (* 1994), uruguayischer Fußballspieler
- Teranuma, Shimon (* 2001), japanischer Fußballspieler
- Terao, Akira (* 1947), japanischer Sänger und Schauspieler
- Terao, Hiroaki (* 1951), japanischer Mathematiker
- Terao, Hiromichi (* 1989), japanischer Eishockeyspieler
- Terao, Satoru (* 1975), japanischer Shorttracker
- Terao, Tsunefumi (1963–2023), japanischer Sumōringer
- Terao, Yuri (* 1995), japanischer Eishockeyspieler
- Teraoka, Kinpei (1891–1984), japanischer Vizeadmiral
- Teraoka, Masahiro (* 1991), japanischer Fußballspieler
- Teraoui, Hédi (* 1989), tunesischer Geher
- Teras, Kalju (1922–1990), estnischer Lehrer
- Terasaka, Shōgo (* 2004), japanischer Fußballspieler
- Terasaki, Kōgyō (1866–1919), japanischer Maler
- Terasawa, Tōru (1935–2025), japanischer Marathonläufer
- Terashima, Haruhi (* 1993), japanischer Fußballspieler
- Terashima, Munenori (1832–1893), japanischer Diplomat und Politiker
- Teräsniska, Suvi (* 1989), finnische Sängerin
- Teräsvirta, Einari (1914–1995), finnischer Turner, Olympiasieger und Architekt
- Terauchi, Hisaichi (1879–1946), japanischer Militär und Politiker, zuletzt Feldmarschall im Zweiten WeltkriegTerauchi Hisaichi (1879–1946)

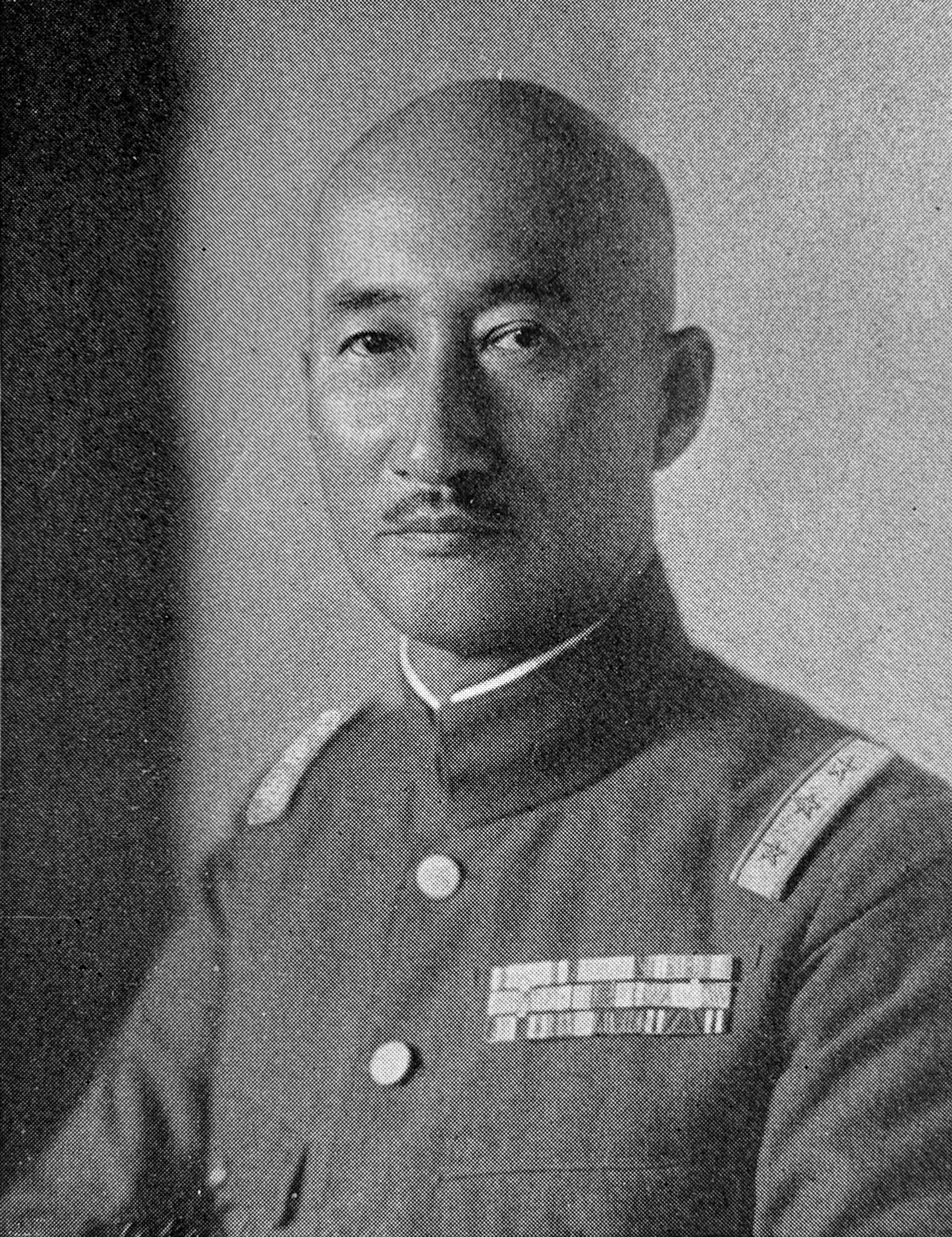
Terauchi Hisaichi (1879–1946)

- Terauchi, Ken (* 1980), japanischer Wasserspringer
- Terauchi, Manjirō (1890–1964), japanischer Maler
- Terauchi, Masatake (1852–1919), 18. Premierminister von Japan
- Tērauda, Endija (* 1997), lettische Skeletonfahrerin
- Tērauda, Vita Anda (* 1962), lettische Politikerin
- Teraura († 1850), taihitianische Siedlerin auf Pitcairn
- Teräväinen, Teuvo (* 1994), finnischer Eishockeyspieler
- Terävuo, Jyrki (* 1965), finnischer Radrennfahrer
- Terayama, Shūji (1935–1983), japanischer Schriftsteller und Filmregisseur
- Terayama, Tsubasa (* 2000), japanischer Fußballspieler
- Teraž, Amadeja (* 1989), slowenische Biathletin, Radsportlerin und Alpine Skiläuferin

### Terb
- Terbeck, Franz Anton (1815–1891), deutscher Priester, Schulleiter und Mitglied des preußischen Landtags
- Terber, Siegfried (1927–2017), deutscher Maler und Grafiker
- Terberger, Hermann (1892–1975), deutscher Rüstungsindustrieller
- Terberger, Thomas (* 1960), deutscher Prähistoriker
- Terberl, Carina (* 1982), deutsche Fußballspielerin
- Terbeznik, Brigitta (1936–2013), deutsche Tischtennisspielerin
- Terbil, Fathi, libyscher Anwalt und Mitglied des Nationalen Übergangsrates
- Terbille, Aloys (1936–2009), deutscher Lehrer und niederdeutscher Autor
- Terbócs, István (* 1996), ungarischer Eishockeyspieler
- Terborg, Margitta (* 1941), deutsche Politikerin (SPD), MdB
- Terborgh, John (* 1936), US-amerikanischer Naturschutzbiologe, Ökologe, Ornithologe und Botaniker
- Terboven, Josef (1898–1945), deutscher Politiker (NSDAP), MdR, Gauleiter, Reichskommissar im besetzten NorwegenJosef Terboven (1898–1945)

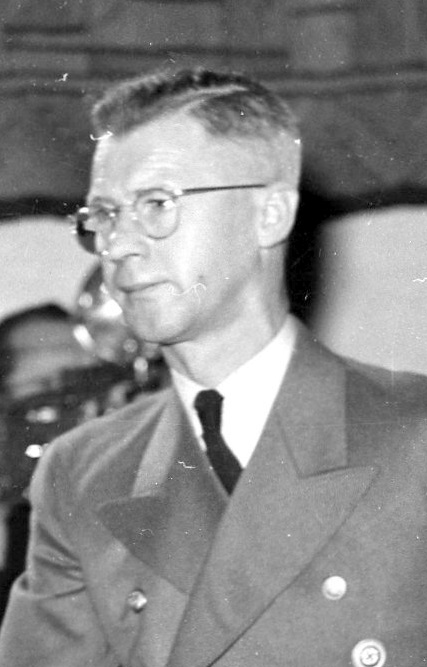
Josef Terboven (1898–1945)

- Terbunja, Naim (* 1984), schwedischer Boxer
- Terby, François (1846–1911), belgischer Astronom

### Terc
- Terceiro de Sousa, José (1908–1983), brasilianischer Geistlicher, römisch-katholischer Bischof von Penedo
- Terceiro, Jorge (* 1976), georgischer Beachvolleyballspieler brasilianischer Herkunft
- Tercero, José Julián (* 1820), Präsident von Honduras
- Terchoun, Meriame (* 1995), Schweizer FussballspielerinMeriame Terchoun (* 1995)

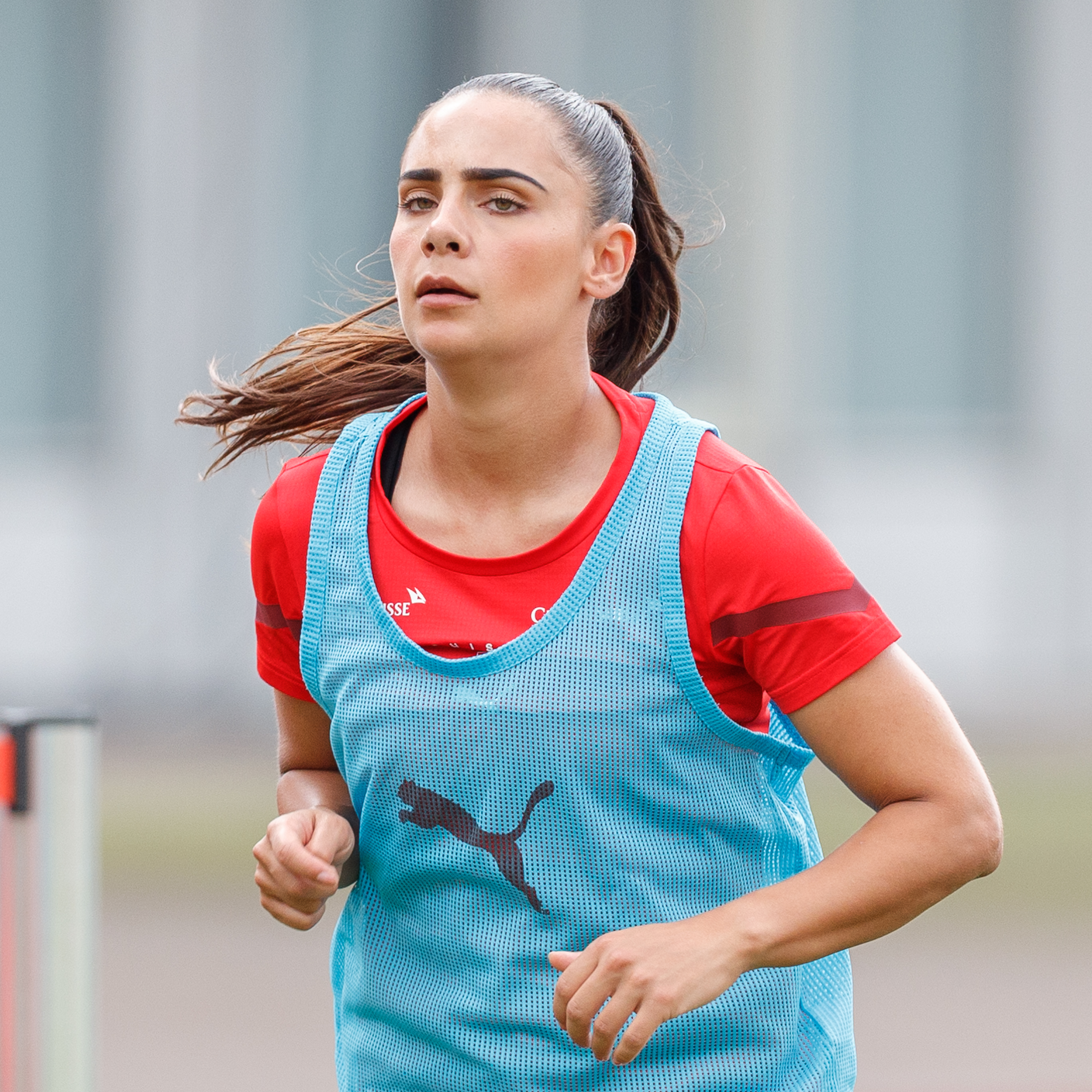
Meriame Terchoun (* 1995)

- Tercier, Pierre (* 1943), Schweizer Rechtswissenschaftler

### Terd
- Terdag Lingpa (1646–1714), Geistlicher der Mindröl-Ling-Tradition, einer Unterschule der Nyingma-Schule des tibetischen Buddhismus
- Terdenge, Franz (1948–2024), deutscher Jurist, Richter am Bundessozialgericht
- Terdenge, Gerrit (* 1975), deutscher Basketballspieler
- Terdenge, Hermann (1882–1959), deutscher Diplomat
- Terdiman, Jayson (* 1988), US-amerikanischer Rennrodler

### Tere
- Tere-Apisah, Abigail (* 1992), papua-neuguineische Tennisspielerin
- Tereba, Stanislav (1938–2023), tschechischer Fotograf
- Tereba, Václav (1918–1990), tschechoslowakischer Tischtennisspieler
- Terebenjow, Alexander Iwanowitsch (1815–1859), russischer Bildhauer
- Terebenjow, Iwan Iwanowitsch (1780–1815), russischer Bildhauer und Karikaturist
- Terebenjow, Michail Iwanowitsch (1795–1865), russischer Maler und Hochschullehrer
- Terec, Melinda (* 1987), rumänische Handballspielerin
- Terechow, Anton (* 1992), ukrainischer Handballtorwart
- Terechow, Anton Andrejewitsch (* 1998), russischer Fußballspieler
- Terechow, Ihor (* 1967), ukrainischer Politiker und seit dem 11. November 2021 Bürgermeister der Stadt CharkiwIhor Terechow (* 1967)

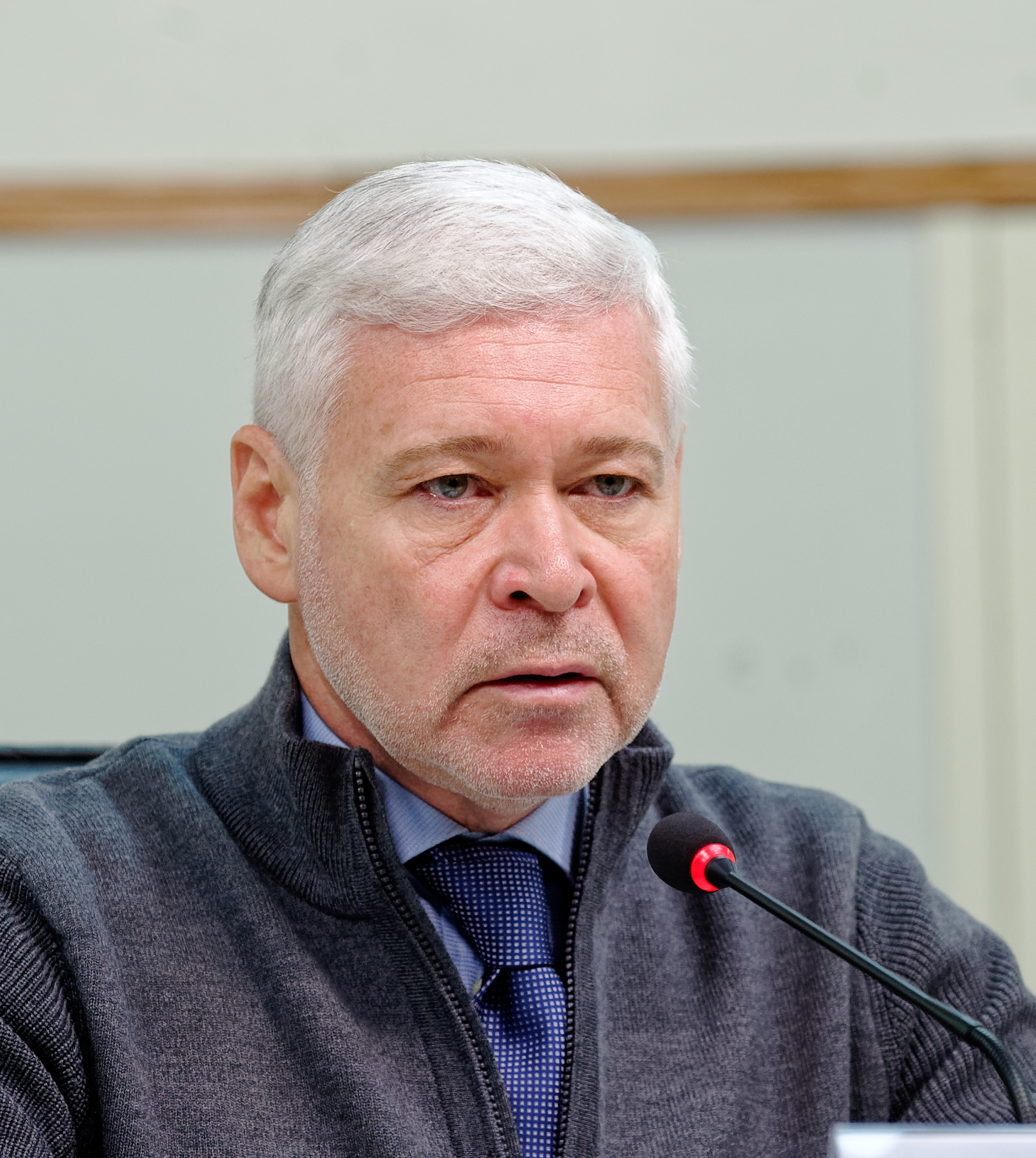
Ihor Terechow (* 1967)

- Terechow, Sergei Jurjewitsch (* 1990), russischer Fußballspieler
- Terechow, Wladislaw Petrowitsch (1933–2023), sowjetischer Politiker und Diplomat
- Terechowa, Jelena Jurjewna (* 1987), russische Fußballspielerin
- Terechowa, Margarita Borissowna (* 1942), russische Schauspielerin
- Terechowa, Wera Alexandrowna (1935–2017), sowjetische bzw. russische Finanzökonomikerin und Hochschullehrerin
- Tereg, Josef (1850–1915), deutscher Tierarzt insbesondere für Pferde, Hochschullehrer, Geheimer Regierungsrat, Forscher und Sachbuchautor
- Terehhov, Sergei (* 1975), estnischer Fußballspieler
- Terekhov, Miguel (1928–2012), uruguayisch-amerikanischer Balletttänzer und Ballettlehrer
- Terenghi, Antonio (1921–2014), italienischer Comiczeichner
- Terenin, Alexander Nikolajewitsch (1896–1967), sowjetischer Physikochemiker
- Terenin, Iwan (* 1982), russischer Bahn- und Straßenradrennfahrer
- Terenius, Lars (* 1940), schwedischer Neurowissenschaftler
- Terens, Martin (* 1985), deutscher Jazzpianist
- Terentia († 6), Frau Marcus Tullius Ciceros
- Terentianus, Bischof von Todi, Heiliger
- Terentianus Maurus, römischer Grammatiker
- Terentijew, Kusma (* 1996), kirgisischer Eishockeyspieler und -trainer
- Terentius, römischer Oberbefehlshaber und Heerführer
- Terentius Gentianus, Decimus, römischer Suffektkonsul 116
- Terentius Homullus Iunior, Gnaeus Lucius, römischer Suffektkonsul (146)
- Terentius Istra, Gaius, römischer Prätor 182 v. Chr.
- Terentius Maximus, römischer Usurpator
- Terentius Neo, römischer Bäcker
- Terentius Quirinalis, Marcus, römischer Kommandeur
- Terentius Rufus, Lucius, römischer Offizier (Kaiserzeit)
- Terentius Scaurianus, Decimus, römischer Statthalter 109/110
- Terentius Serenus, Lucius, römischer Offizier (Kaiserzeit)
- Terentius Tullius Geminus, Gaius, römischer Suffektkonsul 46
- Terentius Valerianus, römischer Offizier (Kaiserzeit)
- Terentius Varro Lucullus, Marcus (116 v. Chr.–56 v. Chr.), römischer Politiker und Feldherr
- Terentius Varro Murena, Aulus († 24 v. Chr.), römischer General und Politiker
- Terentius Varro, Aulus, römischer Prätor 184 v. Chr.
- Terentius Varro, Aulus, römischer Kommissar in Griechenland 146 v. Chr.
- Terentius Varro, Gaius, römischer Konsul
- Terentius Vespa, römischer Witzemacher
- Terentjeva, Irina (* 1984), litauische Skilangläuferin
- Terentjew, Alexander Wassiljewitsch (* 1999), russischer Skilangläufer
- Terentjew, Denis Sergejewitsch (* 1992), russischer Fußballspieler
- Terentjew, Fjodor Michailowitsch (1925–1963), russischer Skilangläufer
- Terentjewa, Natalja Michailowna (* 1995), russische Skilangläuferin
- Terentjewa, Swetlana Sergejewna (* 1983), russische Eishockeyspielerin
- Terenz, römischer Dichter
- Terenzi, Danilo (1956–1995), italienischer Jazzmusiker
- Terenzi, Fiorella, italienische Astrophysikerin, Musikerin und Autorin
- Terenzi, Gian Franco (1941–2020), san-marinesischer Politiker
- Terenzi, Marc (* 1978), US-amerikanischer Popsänger und Reality-TV-TeilnehmerMarc Terenzi (* 1978)

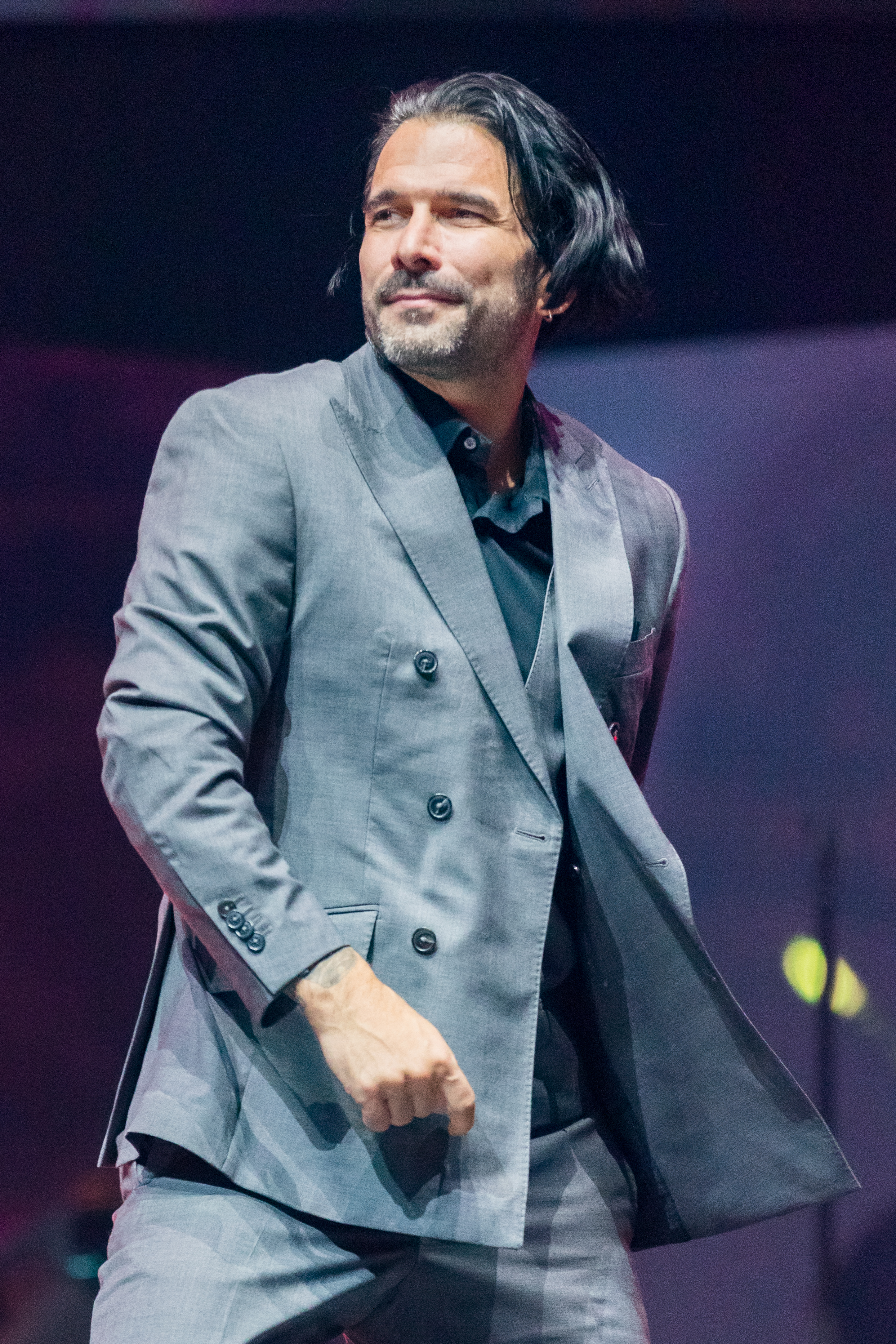
Marc Terenzi (* 1978)

- Terenzi, Tonhi (* 1969), italienischer Säbelfechter
- Terés, Bernardino (1882–1969), argentinischer Tangopianist, Bandleader und Komponist spanischer Herkunft
- Teresa de Cartagena, früheste belegte spanische Schriftstellerin und Mystikerin
- Teresa de Los Andes (1900–1920), Unbeschuhte Karmelitin
- Teresa d’Entença († 1327), Gräfin von Urgell, erste Frau König Alfons IV. von Aragón
- Teresa Maria Cristina von Neapel-Sizilien (1822–1889), Prinzessin von Bourbon-Sizilien, Kaiserin von Brasilien
- Teresa Sampsonia († 1668), iranisch-englische Adlige
- Teresa von Ávila (1515–1582), Karmelitin, Mystikerin, Kirchenlehrerin und Heilige der katholischen Kirche
- Teresa, Dina (1902–1984), portugiesische Schauspielerin
- Teresa, Mutter (1910–1997), jugoslawisch-indische Nonne, Gründerin einer HilfsorganisationMutter Teresa (1910–1997)

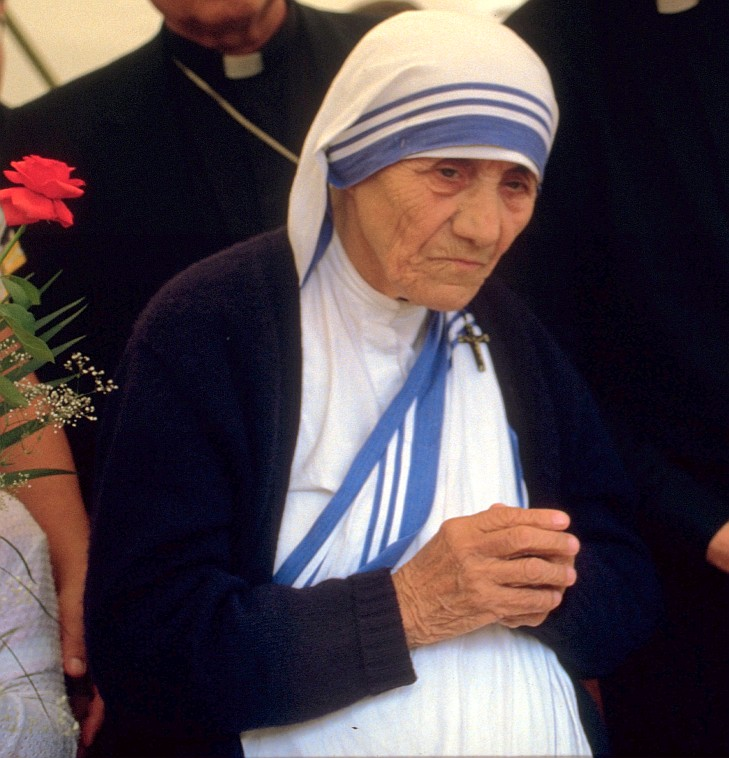
Mutter Teresa (1910–1997)

- Teresa, Tomás de (* 1968), spanischer Mittelstreckenläufer
- Teresa, Vincent (1930–1990), US-amerikanischer Mobster und Pentito
- Tereschin, Andrei Wladimirowitsch (* 1982), russischer Hochspringer
- Tereschkowa, Olga (* 1984), kasachische Sprinterin
- Tereschkowa, Walentina Wladimirowna (* 1937), sowjetische Kosmonautin
- Tereschtschenko, Alexei Wladimirowitsch (* 1980), russischer Eishockeyspieler
- Tereschtschenko, Fjodor Fjodorowitsch (1888–1950), russisch-französischer Luftfahrtpionier
- Tereschtschenko, Konstantin Alexejewitsch (* 1994), russischer Automobilrennfahrer
- Tereschtschenko, Michail Iwanowitsch (1886–1956), russischer Politiker, Großgrundbesitzer und Zuckerfabrikant ukrainischer Abstammung
- Tereschtschenko, Mischel (* 1954), französisch-ukrainischer Unternehmer, Mäzen und Kommunalpolitiker
- Tereschtschenko, Natalija (* 1976), ukrainische Biathletin
- Tereschtschenko, Sergei (1951–2023), kasachischer Politiker
- Tereschtschenko, Sergei Nikolajewitsch (* 1991), russischer Eishockeyspieler
- Tereschtschenkow, Sergei Semjonowitsch (1938–2006), sowjetischer Radrennfahrer
- Tereschtschuk-Antipowa, Tetjana (* 1969), ukrainische Hürdenläuferin
- Teresi, Mercurio Maria (1742–1805), italienischer Geistlicher, römisch-katholischer Erzbischof von Monreale
- Teresis, Christos (* 1952), griechischer Theologe und Philosophiehistoriker
- Terestyényi, Anna (* 2001), ungarische Fußballspielerin
- Tereszczuk, Peter (1875–1963), österreichischer Bildhauer
- Tereszkiewicz, Nadia (* 1996), französische SchauspielerinNadia Tereszkiewicz (* 1996)

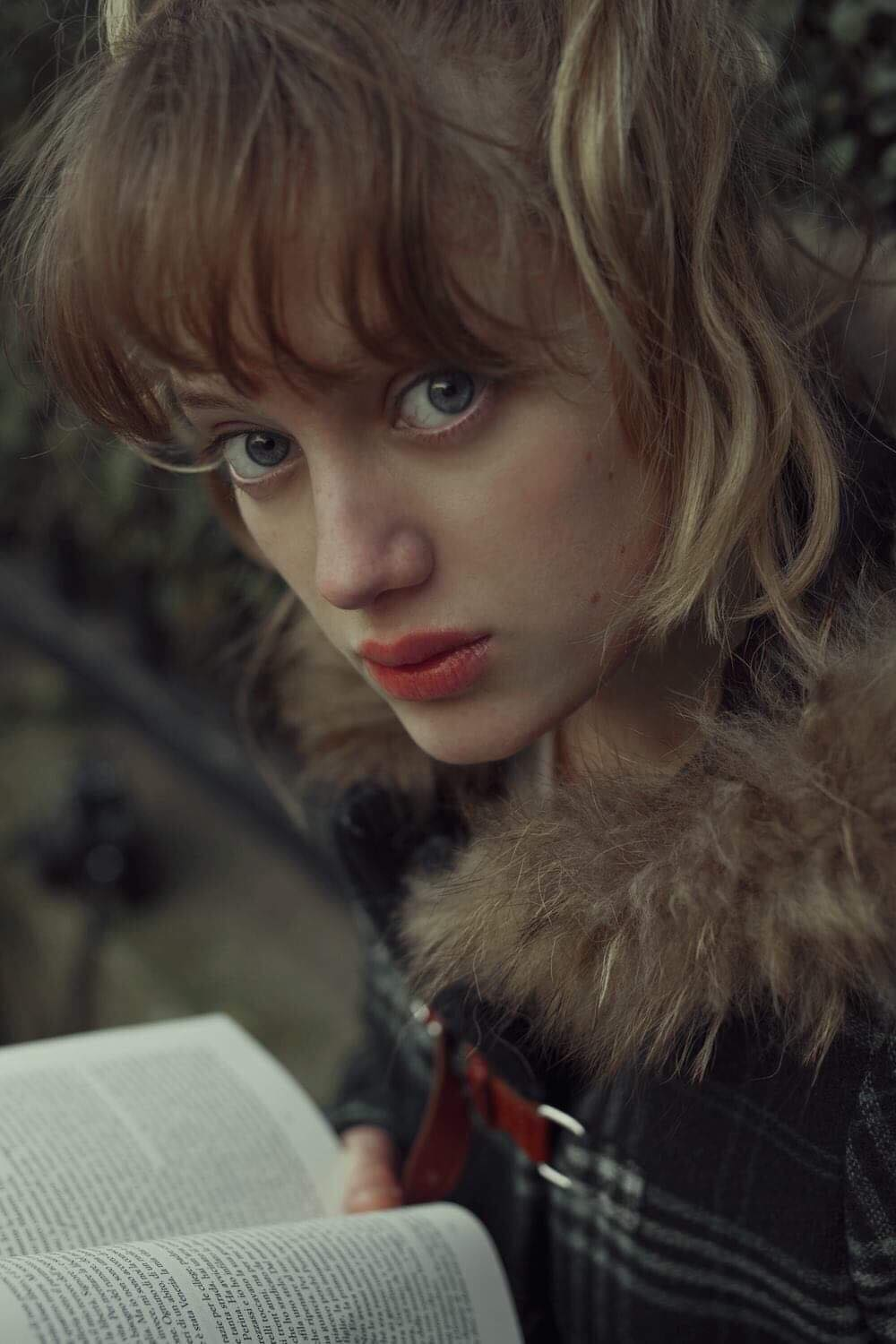
Nadia Tereszkiewicz (* 1996)

- Terevinto, Pablo (* 1899), uruguayischer Fußballspieler
- Térey, Edith von (1877–1929), deutsch-ungarische Schriftstellerin und Übersetzerin
- Térey, Gábor von (1864–1927), ungarischer Kunsthistoriker
- Térey, János (1970–2019), ungarischer Lyriker, Prosa- und Dramenautor, Dichter, Schriftsteller und Übersetzer
- Tereza de Benguela, Sklavenanführerin im kolonialen Brasilien
- Terezan, Artur (* 1991), brasilianischer Hürdenläufer

### Terf
- Terfa, Negari (* 1983), äthiopischer Marathonläufer
- Terfel, Bryn (* 1965), walisischer Opernsänger (Bassbariton)
- Terfelt, Leonard (* 1976), schwedischer Schauspieler
- Térfi, Béla (1869–1959), ungarischer Forstrat, Staatssekretär, Minister und Philatelist
- Terfloth, Beate (* 1958), deutsche Künstlerin
- Terfloth, Klaus (1929–2010), deutscher Botschafter, Diplomat
- Terfloth, Pia (* 2004), deutsche Handballspielerin

### Terg
- Tergat, Paul (* 1969), kenianischer Langstrecken- und Marathonläufer
- Tergel (* 1997), chinesischer Tennisspieler
- Tergesen, Lee (* 1965), US-amerikanischer Schauspieler
- Tergit, Gabriele (1894–1982), deutsch-britische Schriftstellerin und Journalistin
- Terglav, Edo (* 1980), slowenischer Eishockeyspieler und -trainer

### Terh
- Terhaag, Andreas (* 1968), deutscher Politiker (FDP), MdL
- Terhaag, Michael (* 1971), deutscher Rechtsanwalt und Autor
- Terhaar, Jochen (* 1961), deutscher Fußballspieler
- Terhag, Jürgen (* 1955), deutscher Musikpädagoge und Hochschullehrer
- Terhalle, Fritz (1889–1962), deutscher Wirtschaftswissenschaftler, Hochschullehrer und wissenschaftlicher Beirat beim Bundesfinanzministerium
- Terhalle, Maximilian (* 1974), deutscher Politologe
- Terhardt, Constantin (1886–1952), deutscher Kommunalpolitiker (parteilos)
- Terharen, Walter (1933–2014), österreichischer Jazzmusiker
- Terhart, Ewald (* 1952), deutscher Pädagoge und Hochschullehrer
- Terhart, Franjo (1954–2020), deutscher Autor
- Terhechte, Christoph (* 1961), deutscher Filmkritiker und Festival-Leiter
- Terhechte, Jörg Philipp (1975–2024), deutscher Jurist und Hochschullehrer an der Leuphana Universität Lüneburg
- Terheș, Cristian (* 1978), rumänischer griechisch-katholischer Priester und Politiker, MdEP
- Terheyden, Karl (1916–1995), deutscher Kapitän und Nautiklehrer
- Terheyden, Rolf (1926–2016), deutscher Zeitungsverleger, Präsident des Bundesverbandes Deutscher Zeitungsverleger
- Terho, Casper (* 2003), finnischer Fußballspieler
- Terho, Emma (* 1981), finnische Eishockeyspielerin
- Terho, Sampo (* 1977), finnischer Politiker, MdEP
- Terhoeven, Christian (* 1977), deutscher HörfunkmoderatorChristian Terhoeven (* 1977)

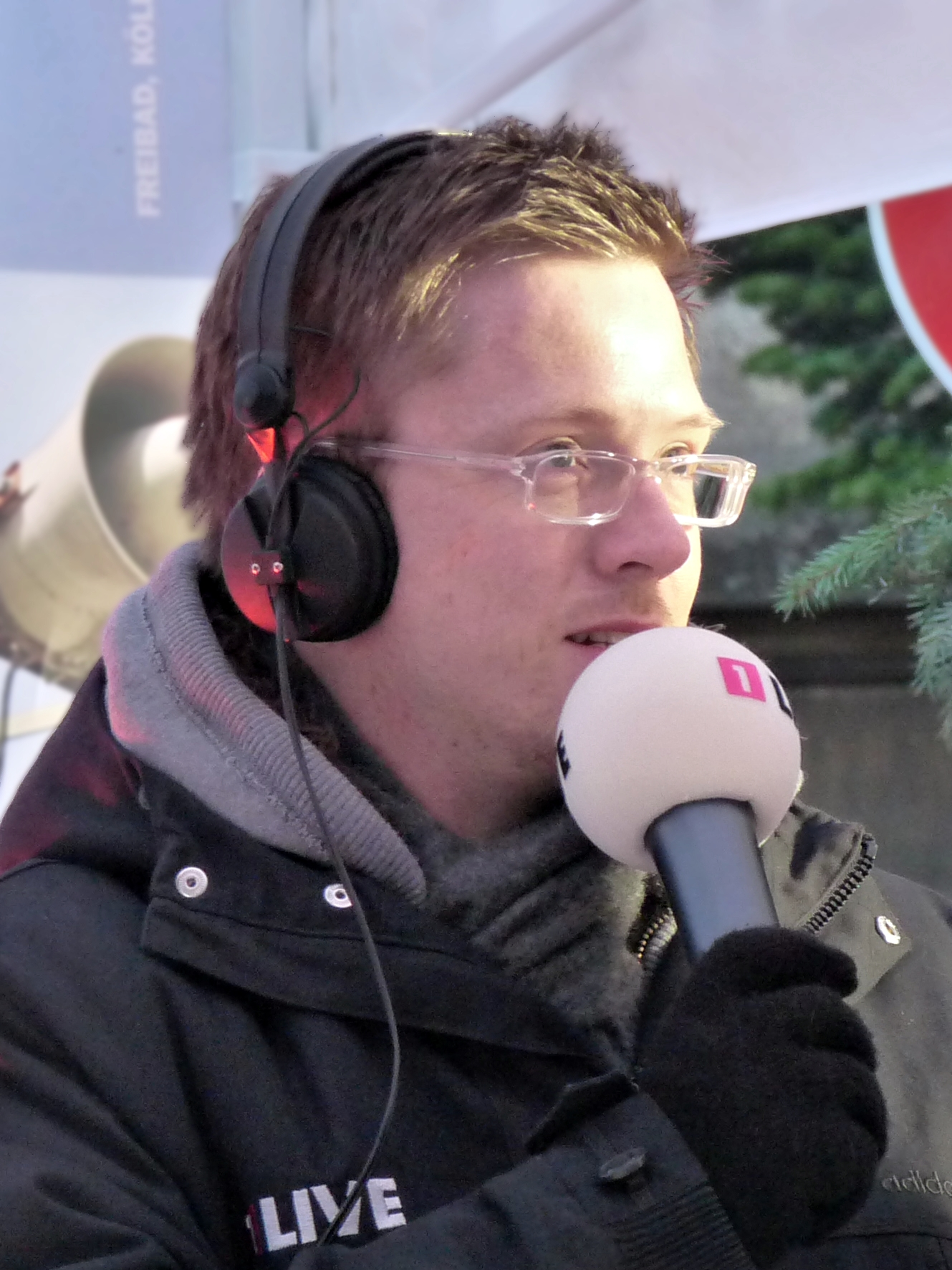
Christian Terhoeven (* 1977)

- Terhoeven, Petra (* 1969), deutsche Historikerin
- Terhorst, Alexander (* 1970), deutscher Schauspieler und Radiomoderator
- Terhorst, Gisbert-Peter (* 1945), deutscher Schauspieler und Kabarettist
- TerHorst, Jerald (1922–2010), US-amerikanischer Journalist, Sprecher des Weißen Hauses
- Terhorst, Michael (* 1986), deutscher Kameramann
- Terhörst, Steffi, deutsche Moderatorin
- Terhune, Warren Jay (1869–1920), US-amerikanischer Marineoffizier

### Teri
- Tériade (1897–1983), griechisch-französischer Kunstkritiker und Verleger
- Terian, Alenoush (1920–2011), iranische Physikerin und Astronomin
- Teriet, Gerhard (1917–1995), deutscher Politiker (CDU)
- Teriete, Theodor (1907–1971), deutscher Gewerkschafter und Politiker (Zentrum, CDU), MdB
- Teriipaia, Tarita (* 1941), französisch-polynesische Schauspielerin
- Terijõe, Arnold (1902–1937), estnischer Schriftsteller
- Terik, Tiit (* 1979), estnischer Politiker, Minister
- Terillos von Himera, Tyrann von Himera
- Terim, Fatih (* 1953), türkischer Fußballspieler und -trainerFatih Terim (* 1953)
- Teriteqas, nubischer König

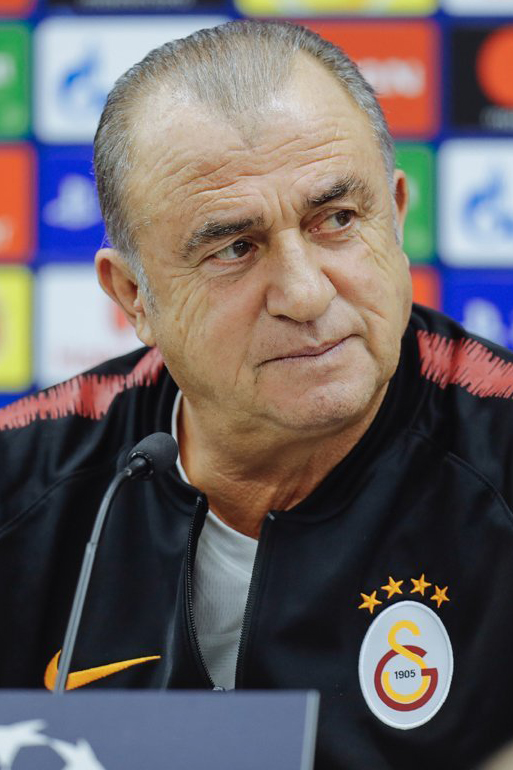
Fatih Terim (* 1953)

- Teritschew, Wladimir, sowjetischer Skispringer
- Terituchmes, Satrap, Schwiegersohn des Großkönigs Dareios II. und Schwager des Artaxerxes II.
- Terium, Peter (* 1963), niederländischer ManagerPeter Terium (* 1963)

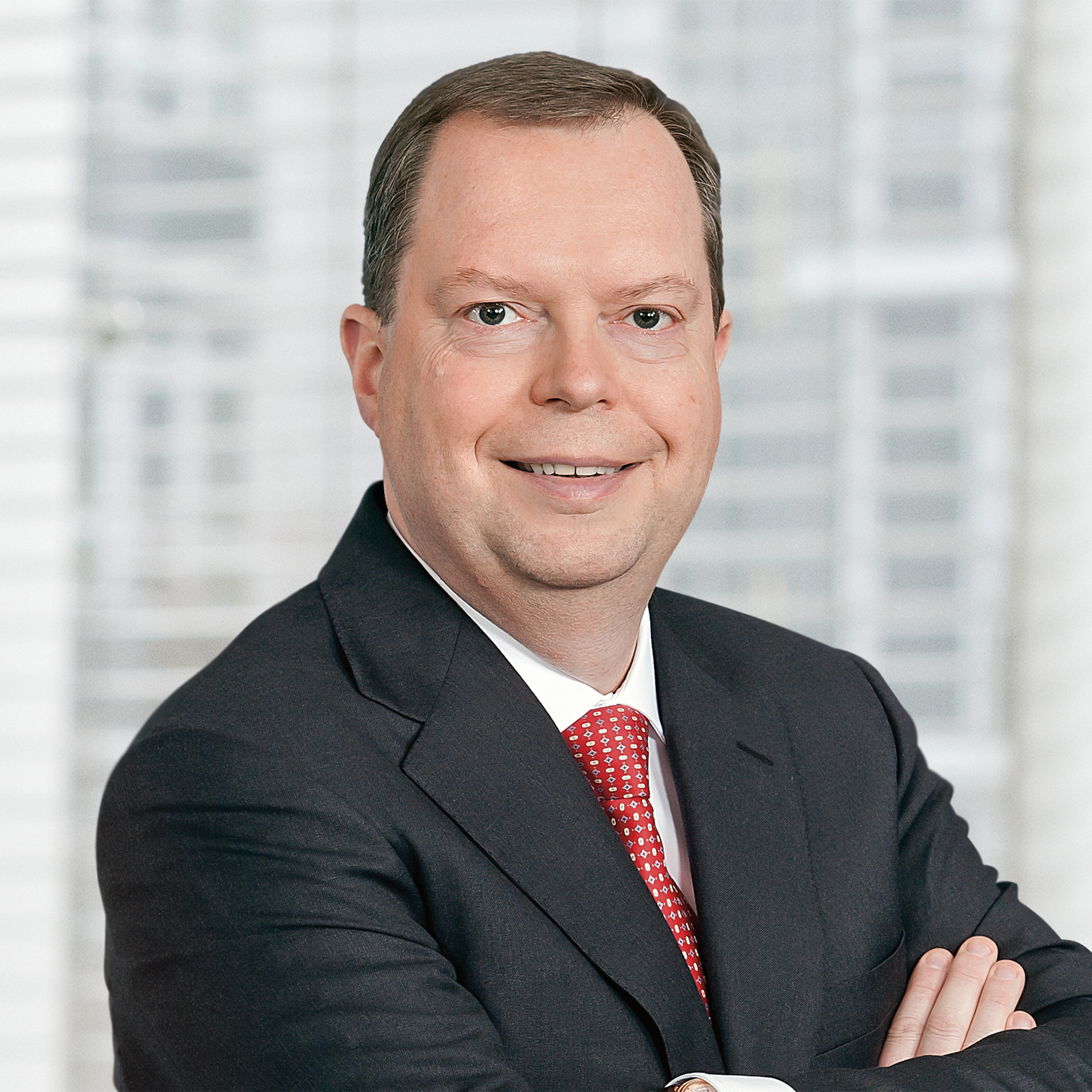
Peter Terium (* 1963)

### Terj
- Terjan, Artjom Sarkissowitsch (1930–1970), sowjetischer Ringer
- Terjanian, Guy, französischer Mathematiker
- Terje, Todd (* 1981), norwegischer DJ, Songwriter und Musikproduzent
- Terjung, Inken (* 1996), deutsche Leichtathletin
- Terjung, Knut (* 1940), deutscher Journalist
- Terjung, Marc (* 1966), deutscher Drehbuchautor
- Terjung, Micha (* 1949), deutsche Filmproduzentin und Regisseurin

### Terk
- Terk, Steffen (* 1950), deutscher Maler, Grafiker und Bildhauer
- Terkal, Karl (1919–1996), österreichischer Opernsänger (Tenor)
- Terkan Chatun († 1094), Ehefrau des Malik Schah I.
- Terkatz, Peter (1880–1954), deutscher Bildhauer
- Terkel, Studs (1912–2008), US-amerikanischer Schriftsteller und Radiomoderator
- Terkelsen, Chris (* 1972), dänischer Orientierungsläufer
- Terkessidis, Mark (* 1966), deutscher Journalist und BuchautorMark Terkessidis (* 1966)

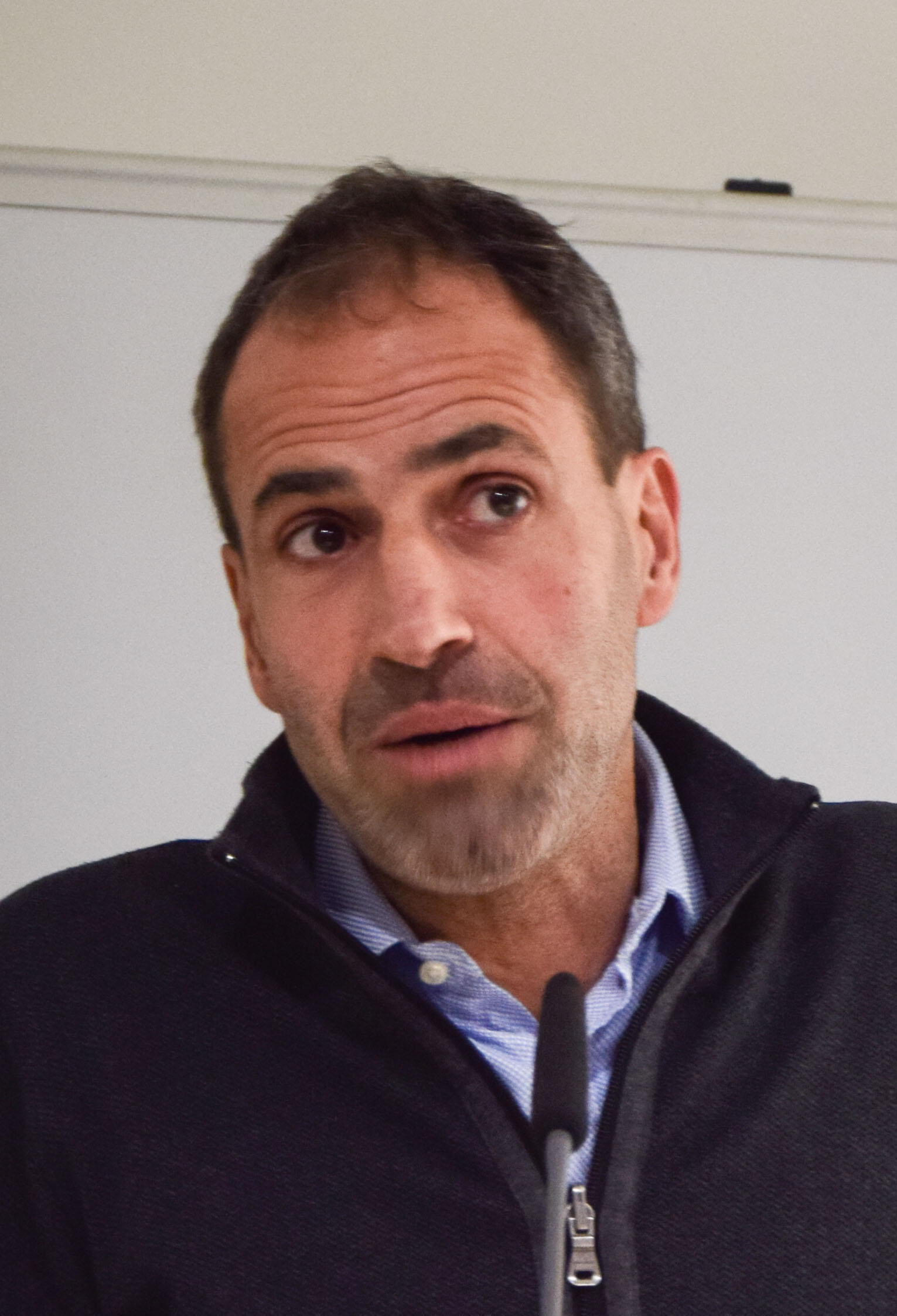
Mark Terkessidis (* 1966)

- Terki, Mehdi (* 1991), französisch-algerischer Fußballspieler
- Terkmann, August (1885–1940), estnischer Orgelbauer und Organist
- Terkmann, Gustav (1850–1924), estnischer Orgelbauer

### Terl
- Terlago, Caroline von (1839–1916), österreichische Dichterin
- Terlago, Robert von (1842–1927), österreichischer Politiker
- Terland, Elisabeth (* 2001), norwegische Fußballspielerin
- Terlau, Katja (* 1970), deutsche Kunsthistorikerin und Provenienzforscherin
- Terlazzo, Anthony (1911–1966), US-amerikanischer Gewichtheber
- Terleckas, Antanas (1928–2023), litauischer Dissident
- Terleckas, Ramūnas (1969–2023), litauischer Journalist und Redakteur
- Terleckas, Vladas (1939–2024), litauischer Politiker
- Terlecki, Josephine (* 1986), deutsche Kugelstoßerin
- Terlecki, Kyrill († 1607), orthodoxer Bischof von Pinsk und Luzk und unierter Bischof von Luzk
- Terlecki, Maciej (* 1977), polnischer Fußballspieler
- Terlecki, Stanisław (1955–2017), polnischer Fußballspieler
- Terlecki, Władysław Lech (1933–1999), polnischer Schriftsteller
- Terlemesjan, Panos (1865–1941), armenisch-sowjetischer Maler
- Terletzki, August (1829–1901), Orgelbauer in Elbing in Westpreußen
- Terletzki, Frank (* 1950), deutscher Fußballspieler
- Terletzki, Max († 1903), Orgelbauer in Elbing und Königsberg
- Terlezki, Jakow Petrowitsch (1912–1993), sowjetischer theoretischer Physiker
- Terlezki, Stefan (1927–2006), britischer Politiker, Mitglied des House of Commons
- Terlezkyj, Ostap (1850–1902), ukrainischer politischer und sozialer Aktivist, Publizist und Literaturkritiker
- Terli, Özden (* 1971), deutscher Meteorologe und ModeratorÖzden Terli (* 1971)

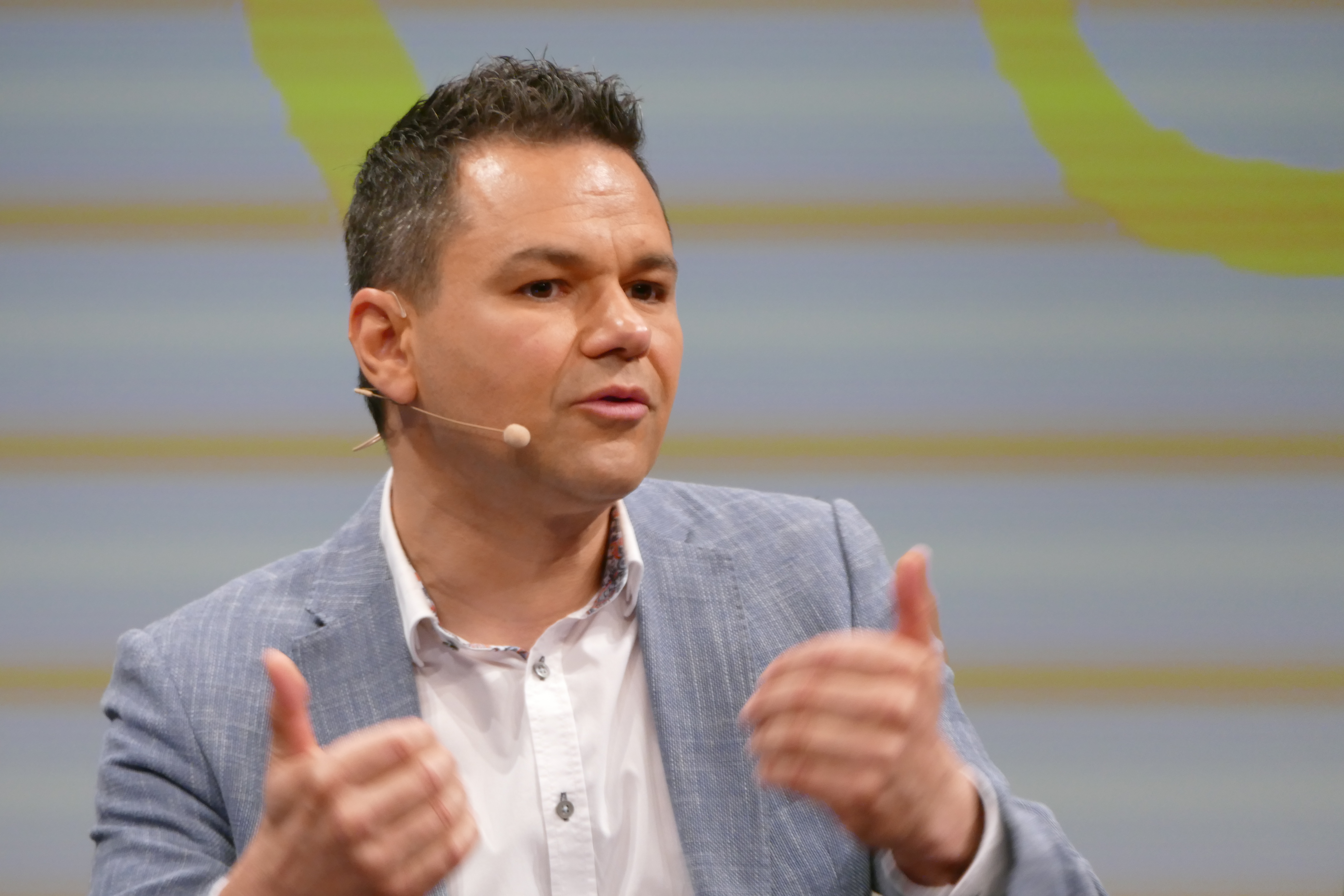
Özden Terli (* 1971)

- Terlikowski, Włodzimierz (1873–1951), polnischer Maler
- Terliksiz, Nuri (* 1988), türkischer Fußballspieler
- Terlinden, Julie (* 2007), deutsche Fußballspielerin
- Terlinden, Luc (* 1968), belgischer Geistlicher, römisch-katholischer Erzbischof von Mecheln-Brüssel
- Terlinden, Ulla (* 1945), deutsche Soziologin
- Terlingen, Johannes Hermanus (1902–1965), niederländischer Romanist und Hispanist
- Terlizzi, Christian (* 1979), italienischer Fußballspieler
- Terlizzi, Rodolfo (1896–1971), italienischer Fechter
- Terljuha, Anschelika (* 1992), ukrainische Karateka
- Terlouw, Jan (1931–2025), niederländischer Physiker, Politiker (D66) und Buchautor
- Terlouw, Rinus (1922–1992), niederländischer Fußballspieler

### Term
- Terman, Frederick (1900–1982), US-amerikanischer Elektroingenieur und „Vater von Silicon Valley“
- Terman, Lewis M. (1877–1956), US-amerikanischer Psychologe
- Termanini, Giannetto (1882–1959), italienischer Turner
- Termanology (* 1982), US-amerikanischer Rapper puerto-riacanisch-französischer Abstammung
- Termath, Bernhard (1928–2004), deutscher Fußballspieler und -trainer
- Termelines, schottischer Mönch, der in Irland in einem Kloster lebte
- Termer, Franz (1894–1968), deutscher Ethnologe und Amerikanist
- Termerová, Lenka (* 1947), tschechische Schauspielerin
- Termet, Flavien (* 2002), französischer Politiker (Rassemblement National)Flavien Termet (* 2002)

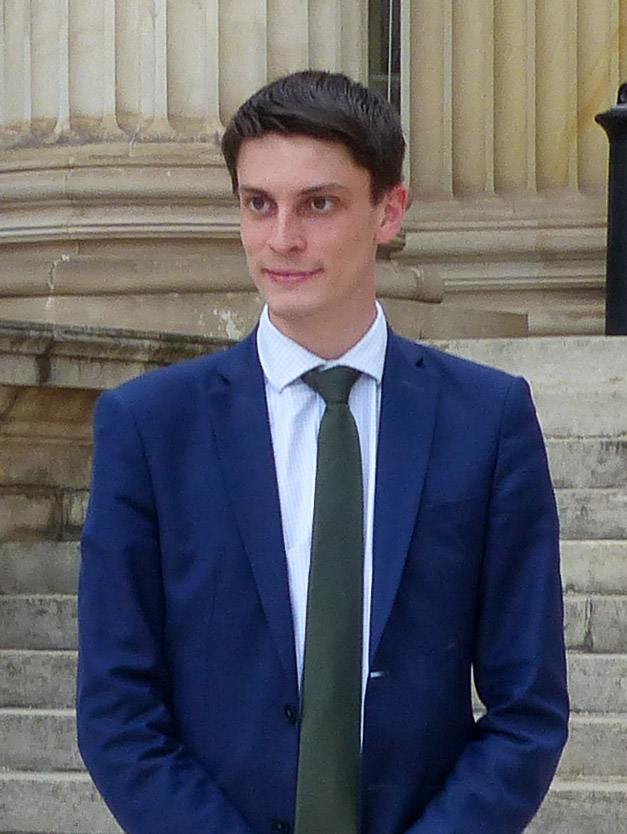
Flavien Termet (* 2002)

- Termeulen, Hannie (1929–2001), niederländische Schwimmerin
- Termier, Geneviève (1917–2005), französische Paläontologin und Geologin
- Termier, Henri (1897–1989), französischer Paläontologe
- Termier, Pierre-Marie (1859–1930), französischer Geologe
- Termina, Hamid (* 1977), marokkanischer Fußballspieler
- Terminator X (* 1966), US-amerikanischer DJ
- Termöhlen, Nicola, deutsche Komponistin und Blockflötistin
- Termos, Paul (1952–2003), niederländischer Musiker und Komponist
- Termühlen, Bernhard (* 1955), deutscher Manager
- Țermure, Ana Mirela (* 1975), rumänische Speerwerferin

### Tern
- Tern, Jürgen (1909–1975), deutscher Journalist, Publizist und politischer Kommentator
- Terna, Frederick (1923–2022), amerikanischer Maler und Holocaustüberlebender
- Ternant, Jean Baptiste de (1751–1833), französischer Militär und Diplomat
- Ternant, Philippe de (1400–1456), Kammerherr des Herzogs Philipp des Guten von Burgund
- Ternaux-Compans, Henri (1807–1864), französischer Reisender, Diplomat, Historiker und Übersetzer
- Tërnava, Naim (* 1961), kosovarischer Geistlicher, Großmufti des Kosovo
- Ternawski, Artjom Witaljewitsch (* 1983), russischer Eishockeyspieler
- Ternay, Charles-Henri-Louis d’Arsac de (1723–1780), französischer Marineoffizier
- Terne, Johannes (* 1951), deutscher SchauspielerJohannes Terne (* 1951)

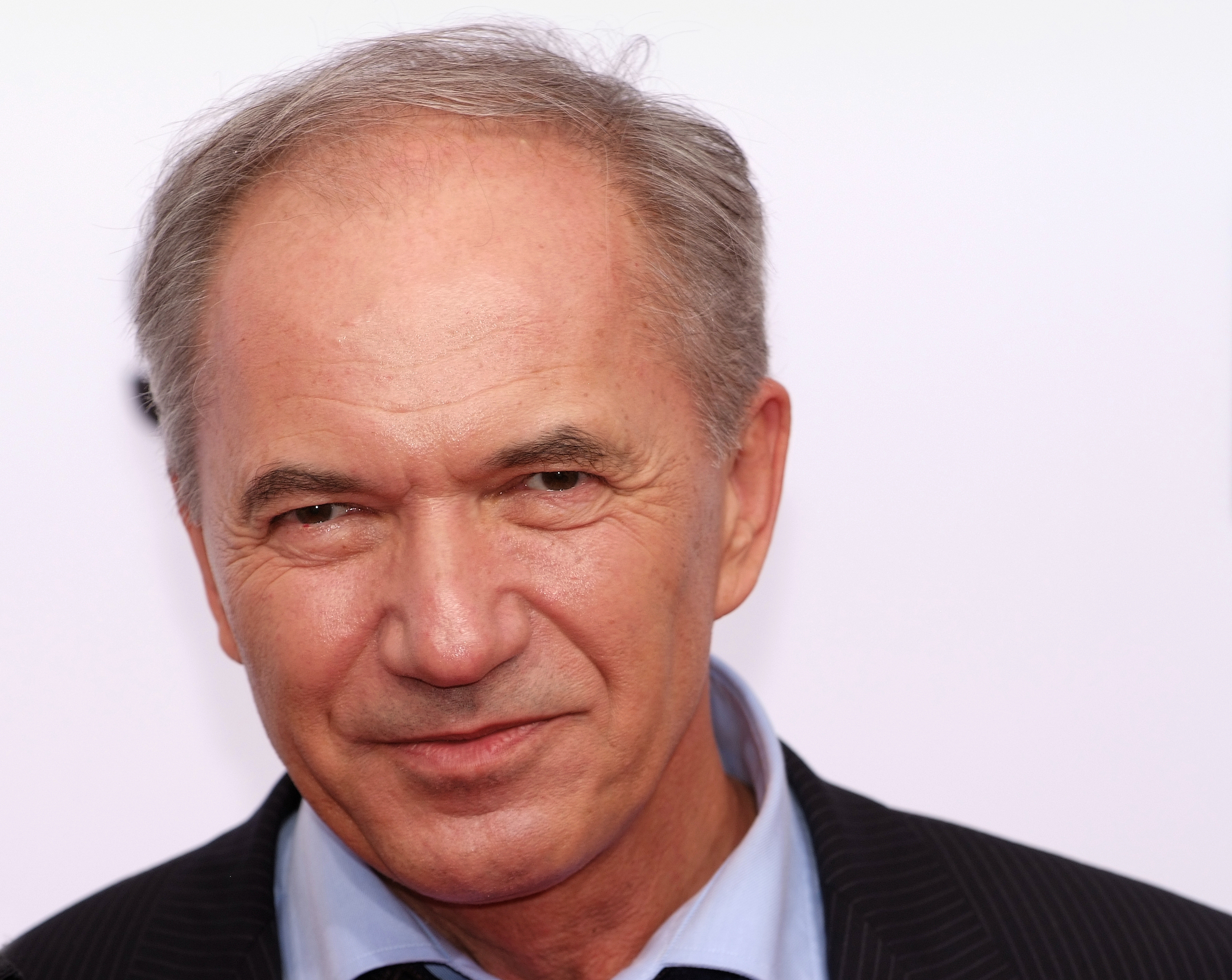
Johannes Terne (* 1951)

- Ternede, Isa (* 2001), niederländische Handballspielerin
- Terner, Jutta (1948–2018), deutsche Richterin
- Ternes, August (1872–1938), deutscher Porträt-, Genre-, Tier- und Stilllebenmaler
- Ternes, Charles Marie (1939–2004), luxemburgischer Althistoriker und Archäologe
- Ternes, Elmar (1941–2020), deutscher Sprachwissenschaftler
- Ternes, Erika (1941–2022), deutsche Politikerin (SPD), MdL
- Ternes, Neele (* 1980), deutsche Popsängerin und Songwriterin
- Ternes, Tina (* 1969), deutsche Musikerin und Komponistin
- Ternes, Waldemar, deutscher Lebensmittelchemiker und Hochschullehrer
- Terng, Chuu-Lian (* 1949), chinesische Mathematikerin
- Ternheim, Anna (* 1978), schwedische Singer-Songwriterin
- Ternite, Wilhelm (1786–1871), deutscher Porträt- und Miniaturmaler sowie Lithograf
- Terno, Gerda Maria (1909–1995), deutsche Schauspielerin und Synchronsprecherin
- Terno, Wilfried (* 1946), deutscher Jurist, Richter am Bundesgerichtshof
- Ternon, Yves (* 1932), französischer Historiker, Chirurg und Autor
- Ternovits, Alexander (* 1929), deutscher Schauspieler
- Ternovszky, Béla (* 1943), ungarischer Trickfilmanimator und -regisseur
- Ternow, Igor Michailowitsch (1921–1996), russischer Physiker
- Ternström, Carin, schwedische Badmintonspielerin
- Ternström, Josef (1888–1953), schwedischer Langstreckenläufer
- Ternyák, Csaba (* 1953), ungarischer Geistlicher und Erzbischof von Eger

### Tero
- Terodde, Simon (* 1988), deutscher FußballspielerSimon Terodde (* 1988)

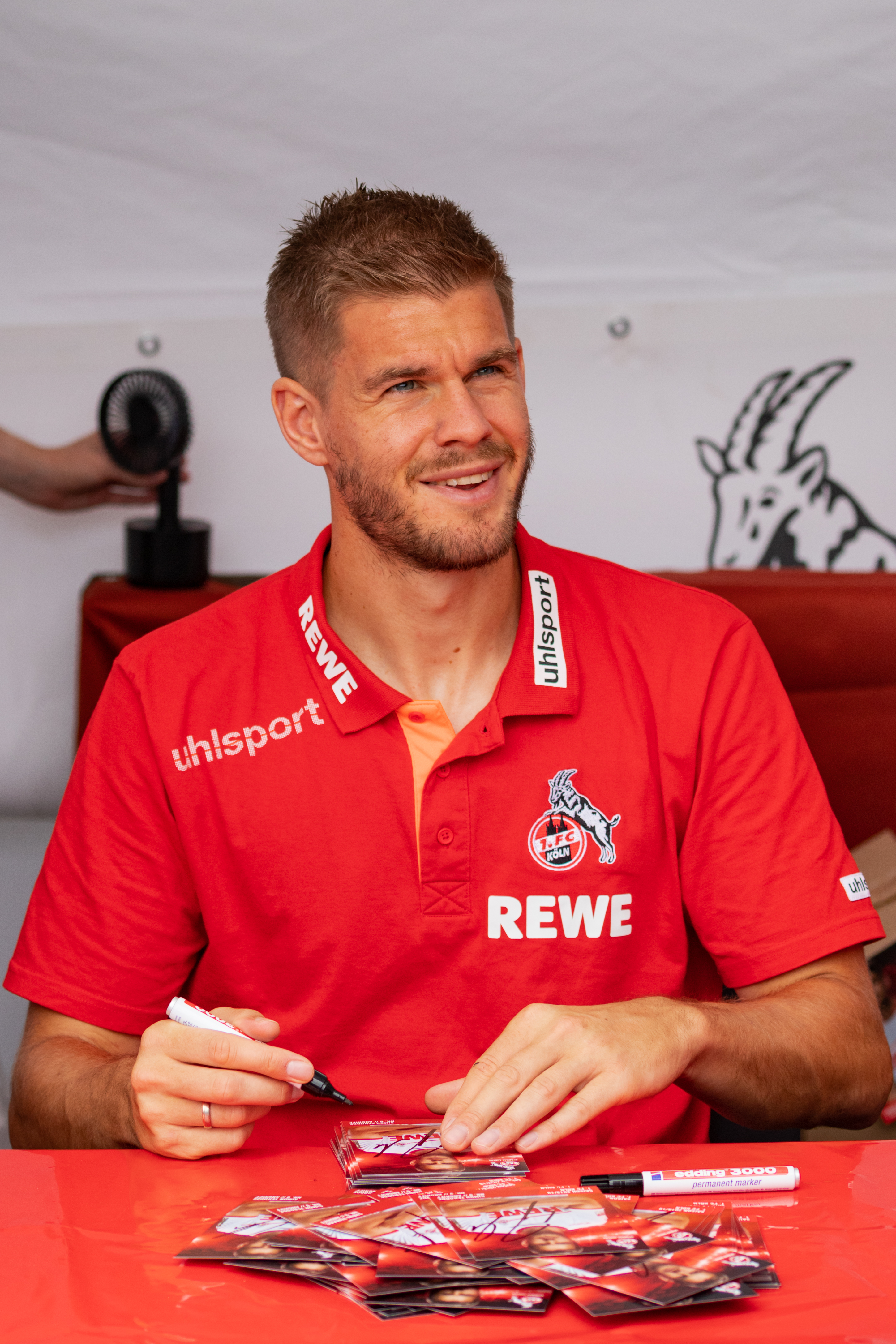
Simon Terodde (* 1988)

- Terofal, Fanny (1884–1969), deutsche Volksschauspielerin, Theaterleiterin und Stummfilmschauspielerin
- Terofal, Hans (1923–1976), deutscher Schauspieler, Aufnahmeleiter und Produktionsleiter
- Terofal, Xaver (1862–1940), deutscher Schauspieler und Theaterleiter
- Terol, Nicolás (* 1988), spanischer Motorradrennfahrer
- Teron, William (1932–2018), kanadischer Unternehmer
- Teroschyna, Olena (* 1959), sowjetische Ruderin

### Terp
- Terp, Lene (* 1973), dänische Fußballspielerin und -trainerin
- Terpak, John (1912–1993), US-amerikanischer Gewichtheber
- Terpandros, griechischer Musiker und Lyriker
- Terpe, Frank (1929–2013), deutscher Mathematiker und Politiker (SPD), MdV
- Terpe, Harald (* 1954), deutscher Politiker (Bündnis 90/Die Grünen), MdB
- Terpeschew, Dobri (1884–1967), bulgarischer Politiker
- Terphuis, Sander (* 1972), niederländisch-iranischer Flüchtling, Rechtsanwalt, ehemaliger Ringer und Mitglied der niederländischen Labour-Partei
- Terpil, Frank (1939–2016), US-amerikanischer Geheimdienstagent und Waffenhändler
- Terpinitz, Karl (1824–1895), österreichischer Politiker, Landtagsabgeordneter
- Terpis, Max (1889–1958), Schweizer Tänzer, Choreograf, Regisseur und Psychologe
- Terpitz, Herbert (1903–1967), deutscher Architekt
- Terplán, Zénó (1921–2002), ungarischer Maschinenbauingenieur und Hochschullehrer
- Terpoorten, Barbara (* 1974), Schweizer Schauspielerin
- Terpoorten, Siegfried (* 1971), deutscher Schauspieler
- Terpstra, Anne (* 1991), niederländische Mountainbikerin
- Terpstra, Erica (* 1943), niederländische Schwimmerin und Politikerin (VVD)
- Terpstra, Niki (* 1984), niederländischer RadrennfahrerNiki Terpstra (* 1984)

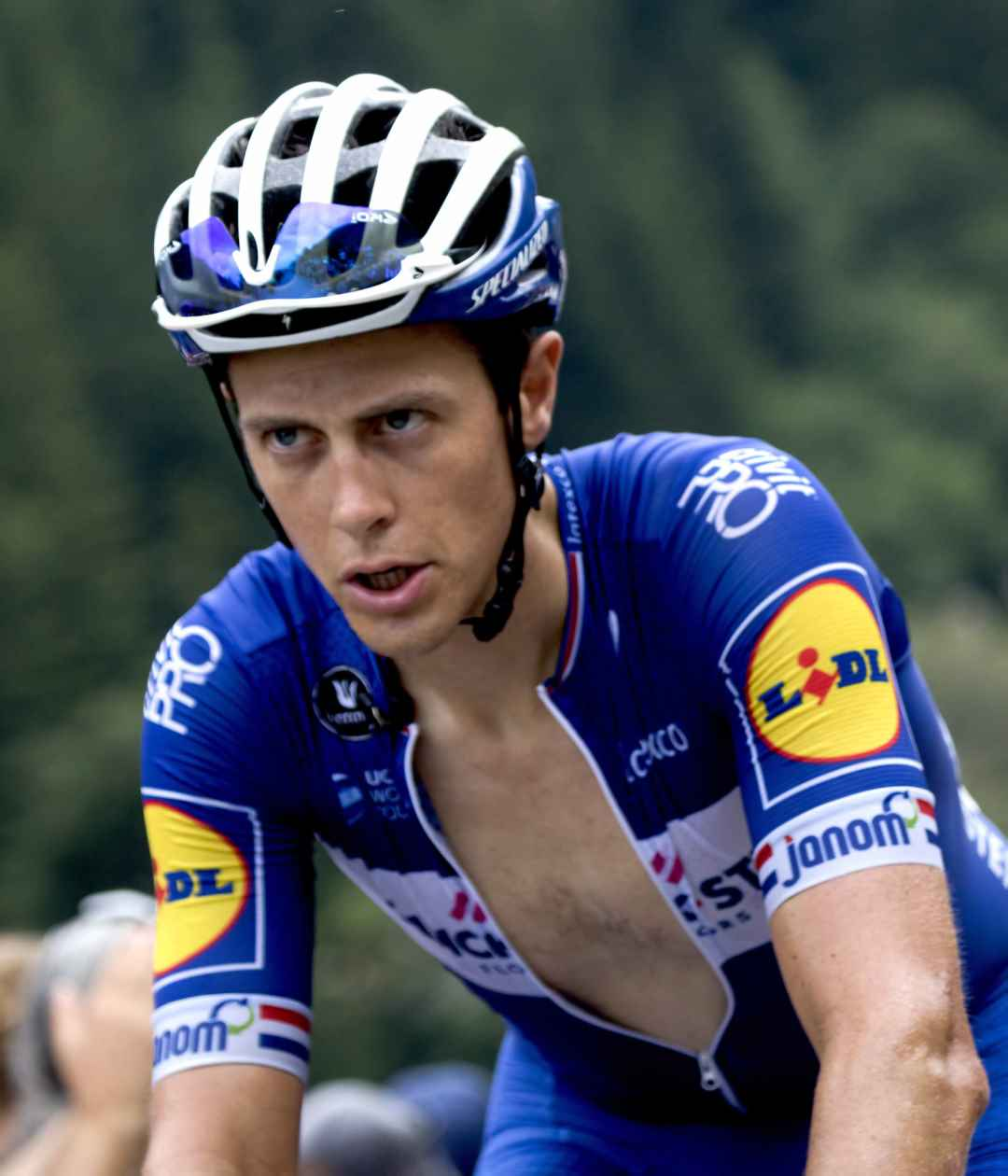
Niki Terpstra (* 1984)

### Terq
- Terquem, Alfred (1831–1887), französischer Physiker
- Terquem, Olry (1782–1862), französischer Mathematiker und jüdischer Theologe
- Terquem, Olry (1797–1887), französischer Geologe und Paläontologe

### Terr

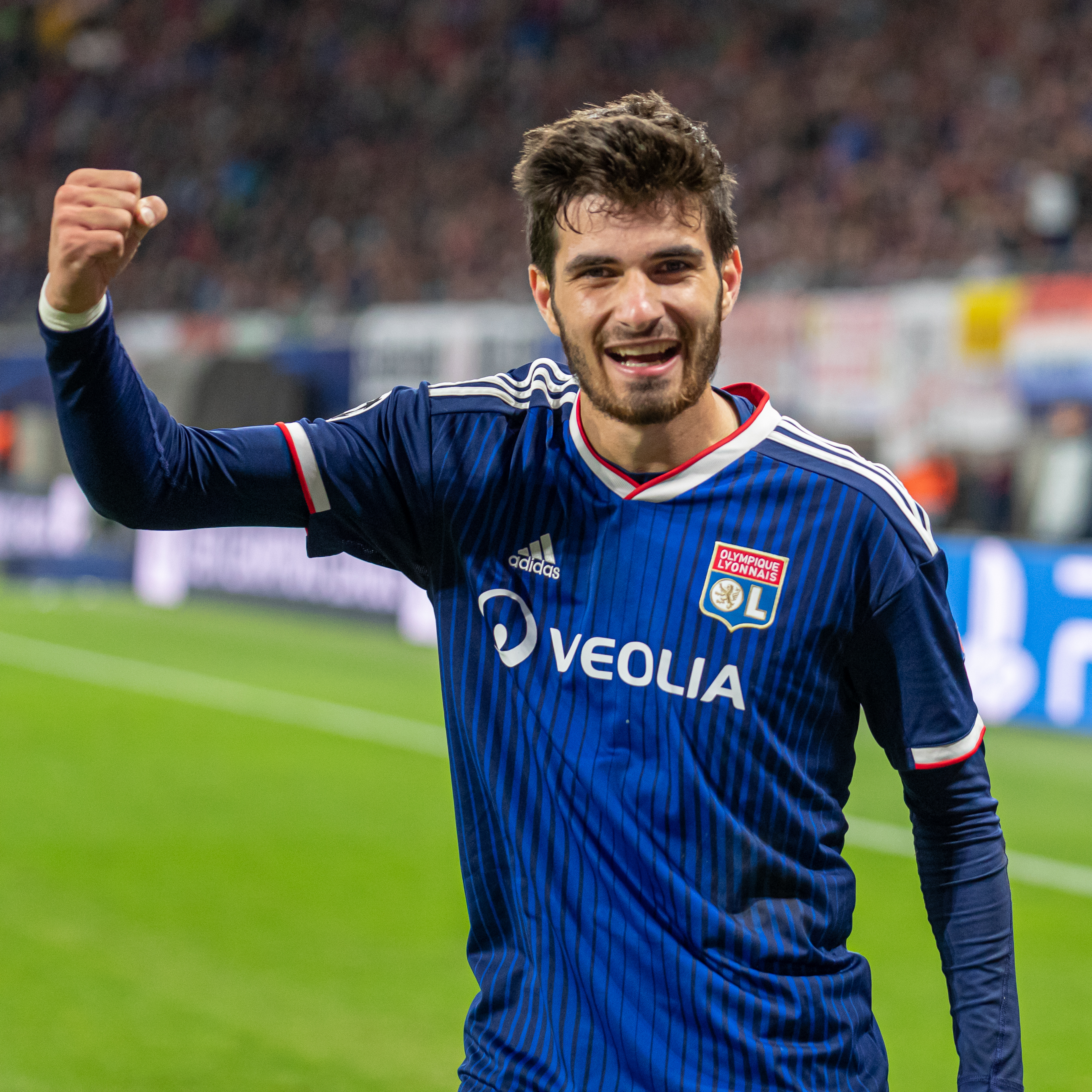
Martin Terrier (* 1997)

- Terr, Max (1890–1951), US-amerikanischer Filmkomponist
- Terra, Ana (* 1950), brasilianische Liedtexterin, Komponistin, Schriftstellerin und Musikproduzentin
- Terra, Daniel J. (1911–1996), amerikanischer Chemiker, Unternehmer, Kunstsammler und Mäzen
- Terra, Duvimioso (1856–1930), uruguayischer Politiker
- Terra, Ferrán (* 1987), spanischer Skirennläufer
- Terra, Gabriel (1873–1942), uruguayischer Politiker und Präsident
- Terra, Hans-Adolf de (1921–1994), deutscher Politiker (CDU), MdB
- Terra, Helmut de (1900–1981), deutscher Geologe, Forschungsreisender und Anthropologe
- Terra, Max de (1918–1982), Schweizer Autorennfahrer
- Terra, Miguel Ventura (1866–1919), portugiesischer Architekt und Politiker
- Terra, Renato (1922–2010), italienischer Schauspieler
- Terra, Thea de (1901–1939), deutsche und schweizerische Autorennfahrerin
- Terrabugio, Giuseppe (1842–1933), italienischer Organist, Komponist und Kirchenmusiker
- Terracciano, Pietro (* 1990), italienischer Fußballtorhüter
- Terrace, Dana (* 1990), US-amerikanische Animatorin, Autorin, Storyboard-Künstlerin, Regisseurin, Produzentin und SynchronsprecherinDana Terrace (* 1990)

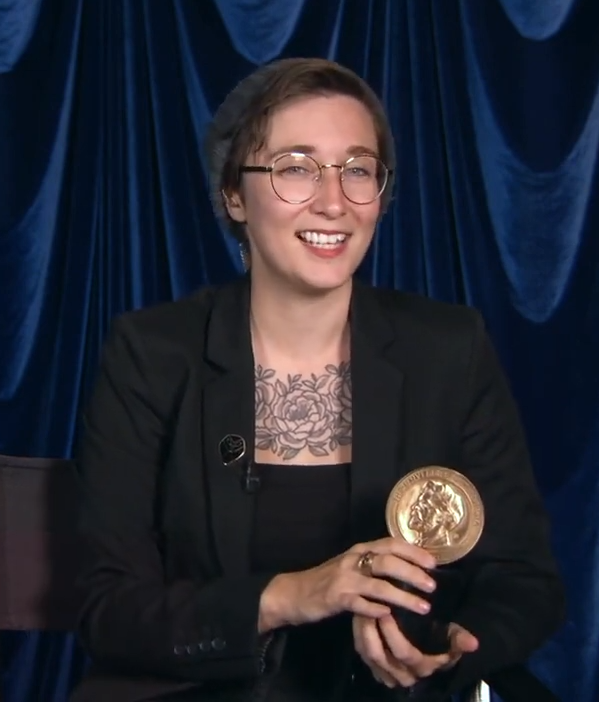
Dana Terrace (* 1990)

- Terracher, Adolphe (1881–1955), französischer Romanist
- Terracini, Alessandro (1889–1968), italienischer Mathematiker
- Terracini, Benvenuto (1886–1968), italienischer Linguist und Romanist
- Terracini, Paul (* 1957), australischer Dirigent, Komponist und Arrangeur
- Terracini, Umberto (1895–1983), italienischer Politiker, Kommunist und Antifaschist
- Terradellas, Domènech († 1751), spanischer Opernkomponist
- Terradura, Walkiria (1924–2023), italienische Partisanin
- Terragni, Giuseppe (1904–1943), italienischer Architekt
- Terrahe, Jürgen (1933–2015), deutscher Bankmanager
- Terrahe, Tina (* 1976), deutsche Altgermanistin
- Terrail, Pierre du (1476–1524), französischer Feldherr
- Terral, Tom Jefferson (1882–1946), US-amerikanischer Politiker, Gouverneur von Arkansas
- Terramare, Georg (1889–1948), österreichischer Dramatiker und Regisseur
- Terramorsi, Jacques, französischer Rallye-Beifahrer und Autorennfahrer
- Terrana, Mike (* 1960), US-amerikanischer SchlagzeugerMike Terrana (* 1960)

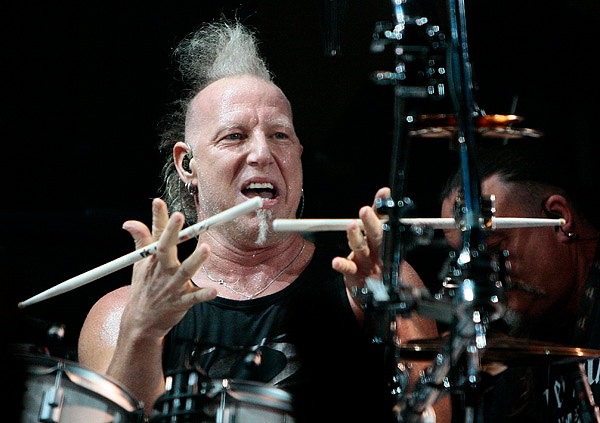
Mike Terrana (* 1960)

- Terranova, Cesare (1921–1979), italienischer Mafiaermittler
- Terranova, Ciro (1888–1938), Mitglied des später als „Genovese-Familie“ klassifizierten US-amerikanischen Mafia-Clans in New York City
- Terranova, Mike (* 1976), italienischer Fußballspieler
- Terranova, Phil (1919–2000), US-amerikanischer Boxweltmeister im Federgewicht
- Terranova, Tiziana (* 1967), italienische Theoretikerin und Aktivistin
- Terranova, Tullio (1927–1980), italienischer Pathologe
- Terranova, Vincent († 1922), Mafioso in New York City
- Terranova, Vittorio (* 1942), italienischer Opernsänger (Tenor) und Gesangspädagoge
- Terras, Anthony (* 1985), französischer Sportschütze
- Terras, Audrey (* 1942), US-amerikanische Mathematikerin
- Terras, Évelyne (1944–2012), französisch-italienische Tennisspielerin
- Terras, Hendrik Johannes (* 1993), estnischer Politiker
- Terras, Riho (* 1967), estnischer GeneralRiho Terras (* 1967)

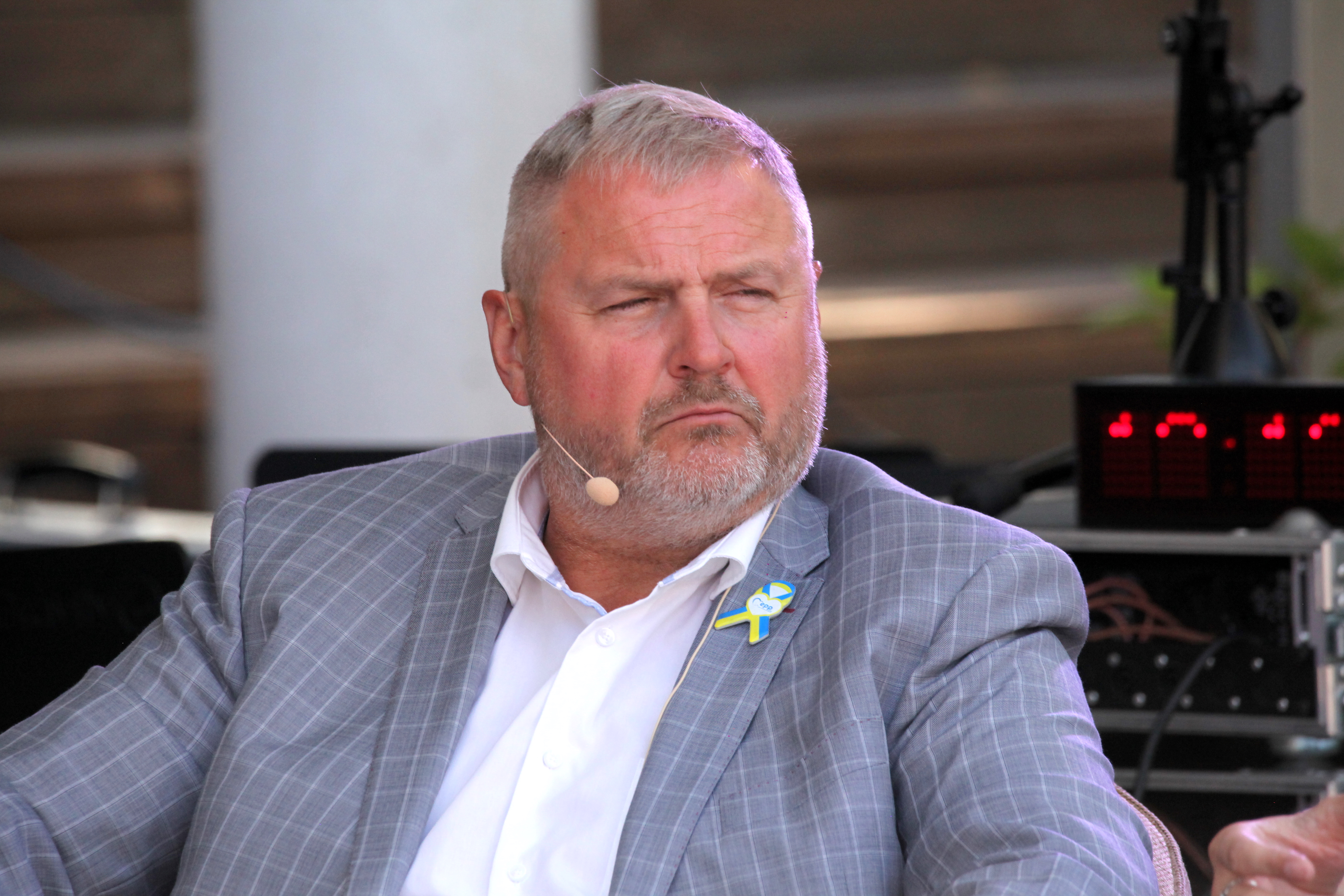
Riho Terras (* 1967)

- Terrasse, Claude (1867–1923), französischer Operettenkomponist
- Terrasse, Pascal (* 1964), französischer Politiker, Mitglied der Nationalversammlung
- Terrasson, Jacky (* 1965), französisch-amerikanischer Jazzpianist
- Terrasson, Jean (1670–1750), französischer Kulturphilosoph und Mitglied der Académie française
- Terrasson, Thierry (* 1966), französischer Comic-Zeichner
- Terray, Joseph Marie (1715–1778), Priester und französischer Finanzminister unter Ludwig XV.
- Terray, Lionel (1921–1965), französischer Bergsteiger
- Terraza, Ignasi (* 1962), spanischer Jazzmusiker (Piano)
- Terrazas Sandoval, Julio (1936–2015), bolivianischer Theologe, Erzbischof von Santa Cruz de la Sierra und Kardinal
- Terrazas, Isaac (* 1973), mexikanischer Fußballspieler
- Terrazas, Juan (1909–1947), mexikanischer Fußballspieler
- Terrazas, Víctor (* 1983), mexikanischer Boxer im Superbantamgewicht
- Terrazzino, Marco (* 1991), deutscher FußballspielerMarco Terrazzino (* 1991)

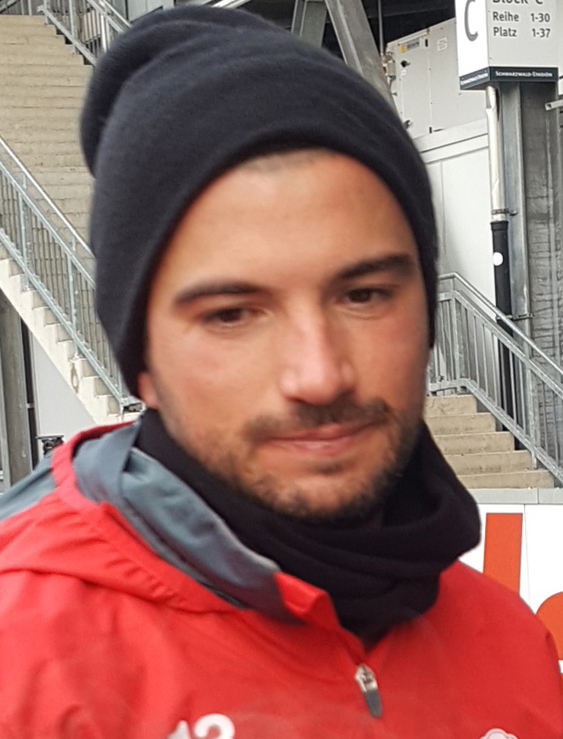
Marco Terrazzino (* 1991)

- Terrazzino, Stefano (* 1979), italienischer Tänzer, Sänger und Schauspieler
- Terré, Martina (* 2002), spanische Wasserballspielerin
- Terré, Ricard (1928–2009), spanischer Fotograf
- Terreau, Ernest (1908–1983), französischer Radrennfahrer
- Terreaux, Louis (1921–2015), französischer Romanist und Literaturwissenschaftler
- Terreberry, Steve (* 1987), kanadischer Webvideoproduzent, Metal-Musiker und Komiker
- Terre’Blanche, Eugène († 2010), südafrikanischer Rechtsextremist
- Terrell, A. J. (* 1998), US-amerikanischer American-Football-Spieler
- Terrell, Alexander Watkins (1827–1912), US-amerikanischer Jurist, Politiker und Offizier
- Terrell, Cedrick, US-amerikanischer Schauspieler
- Terrell, Ernie (1939–2014), US-amerikanischer Schwergewichtsboxer
- Terrell, Felisha (* 1979), US-amerikanische Schauspielerin
- Terrell, George B. (1862–1947), US-amerikanischer Politiker
- Terrell, Henry Jr. (1890–1971), US-amerikanischer Offizier, Generalmajor der US Army
- Terrell, James C. (1806–1835), US-amerikanischer Politiker
- Terrell, Jean (* 1944), US-amerikanische Soul-Sängerin
- Terrell, John (* 1994), US-amerikanischer Paracycler
- Terrell, Joseph M. (1861–1912), US-amerikanischer Politiker
- Terrell, Kim (* 1962), australischer Schwimmer
- Terrell, Mary Church (1863–1954), amerikanische Sozialreformerin und Bürgerrechtlerin
- Terrell, Pha (1910–1945), US-amerikanischer Jazzsänger
- Terrell, Steven (* 1990), US-amerikanischer Footballspieler
- Terrell, Tammi (1945–1970), afroamerikanische Soul- und Rhythm-and-Blues-SängerinTammi Terrell (1945–1970)

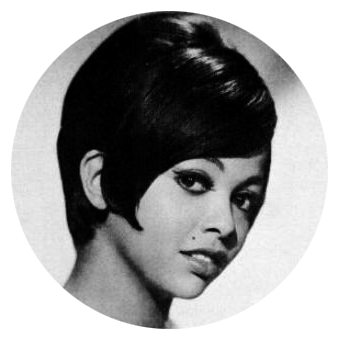
Tammi Terrell (1945–1970)

- Terrell, Taryn (* 1985), US-amerikanische Wrestlerin und Model
- Terrell, Terrence (* 1984), US-amerikanischer Schauspieler
- Terrell, Thomas F. (1866–1939), US-amerikanischer Politiker
- Terrell, Tyquan (* 1998), Fußballspieler von St. Kitts und Nevis
- Terrell, William (1788–1855), US-amerikanischer Politiker
- Terrelonge, Clive (* 1969), jamaikanischer Mittelstreckenläufer
- Terremoto de Jerez (1934–1981), spanischer Flamenco-Sänger
- Terremoto, Fernando (1969–2010), spanischer Flamenco-Sänger
- Terrena, Guiu († 1342), katalanischer Karmelit, Kanonist und scholastiker Philosoph
- Terrenoire, Louis (1908–1992), französischer Journalist und Politiker, Mitglied der Nationalversammlung, MdEP
- Terrenzio, Fabio (* 1985), italienischer Radrennfahrer
- Terreri, Chris (* 1964), US-amerikanischer Eishockeytorwart und -trainer
- Terrero, Chanel (* 1991), kubanisch-spanische Schauspielerin, Sängerin und Tänzerin
- Terrero, Indira (* 1985), spanische Sprinterin und Mittelstreckenläuferin kubanischer Herkunft
- Terreros y Pando, Esteban de (1707–1782), spanischer Philologe Lexikograf und Jesuit
- Terres, Ernst (1887–1958), deutsch-luxemburgischer Chemiker
- Terres, Fritz (1907–1945), deutscher Politiker (KPD), Gegner des NS-Regimes
- Terret, Thierry (* 1963), französischer Sporthistoriker
- Terri B!, US-amerikanische Songwriterin und Sängerin
- Terri, Salli (1922–1996), US-amerikanische Sängerin und Musikpädagogin
- Terribile, Fabio (* 1962), italienischer Agrarwissenschaftler und Hochschullehrer
- Terricabras, Josep Maria (1946–2024), spanischer Philosoph (Esquerra Republicana de Catalunya), MdEP
- Terrid, Peter (1949–1998), deutscher Schriftsteller
- Terrien, David (* 1976), französischer Automobilrennfahrer
- Terrier de Monciel, Antoine-Marie-René (1757–1831), französischer Politiker
- Terrier, Léon-Albert (1893–1957), französischer römisch-katholischer Geistlicher und Bischof
- Terrier, Martin (* 1997), französischer FußballspielerMartin Terrier (* 1997)
- Terrile, Richard John (* 1951), US-amerikanischer Astronom
- Terrillon, Octave (1844–1895), französischer Arzt und Chirurg
- Terrin, Alessandro (* 1985), italienischer Schwimmer
- Terrin, Peter (* 1968), flämischer Schriftsteller
- Terrinoni, Biagio Vittorio (1914–1996), italienischer Geistlicher
- Terrio, Chris (* 1976), US-amerikanischer Regisseur, Drehbuchautor, Produzent und Filmeditor
- Terrio, Paul (* 1943), kanadischer Geistlicher, emeritierter römisch-katholischer Bischof von Saint Paul in Alberta
- Terrion, Greg (1960–2018), kanadischer Eishockeyspieler
- Terris, Ferdinand (1824–1885), französischer römisch-katholischer Geistlicher und Bischof
- Terris, Sid (1904–1974), US-amerikanischer Boxer
- Terroade, Kenneth (* 1944), jamaikanischer Jazzmusiker (Tenorsaxophon, Flöte, Komposition)
- Terroir, Alphonse (1875–1955), französischer Bildhauer
- Terron, Carlo (1910–1991), italienischer Schriftsteller, Journalist und Psychiater
- Terrón, José (1939–2019), spanischer Schauspieler
- Terront, Charles (1857–1932), französischer Radrennfahrer
- Terroux, Elisabeth (1759–1822), Schweizer Miniaturenmalerin
- Terrus, Étienne (1857–1922), französischer Maler
- Terruzzi, Ferdinando (1924–2014), italienischer Bahnradsportler
- Terry, Alfred (1827–1890), US-amerikanischer Unionsgeneral
- Terry, Alice (1899–1987), US-amerikanische Schauspielerin der Stummfilmzeit
- Terry, Aline, US-amerikanische Tennisspielerin
- Terry, Alton (1912–2003), US-amerikanischer Speerwerfer
- Terry, Arthur (1927–2004), britischer Philologe, Kritiker und Dolmetscher
- Terry, Brad (* 1937), US-amerikanischer Jazzmusiker (Klarinette) und Autor
- Terry, Buddy (1941–2019), amerikanischer Jazzmusiker (Tenor- und Altsaxophon)
- Terry, Carole (* 1948), US-amerikanische Organistin, Cembalistin und Musikpädagogin
- Terry, Charles L. (1900–1970), US-amerikanischer Jurist und Politiker
- Terry, Charles Sanford (1864–1936), britischer Historiker und Bachforscher
- Terry, Chris (* 1989), kanadischer Eishockeyspieler
- Terry, Clark (1920–2015), US-amerikanischer Jazz-Trompeter, Flügelhornspieler, Bandleader und KomponistClark Terry (1920–2015)

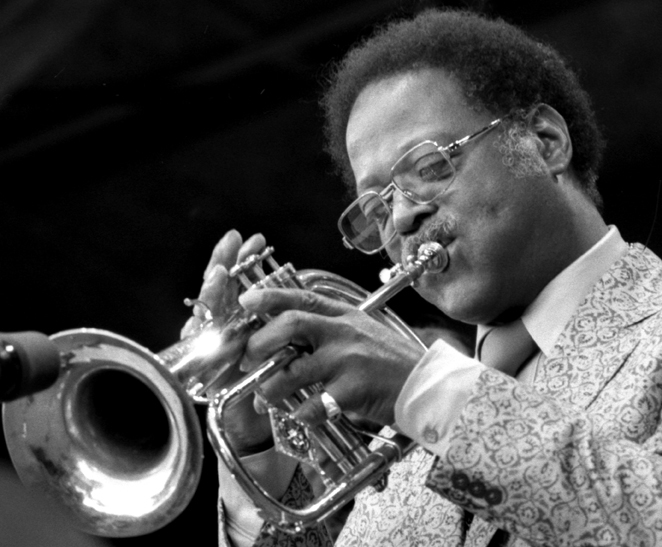
Clark Terry (1920–2015)

- Terry, David D. (1881–1963), US-amerikanischer Politiker
- Terry, Ellen (1847–1928), britische Bühnenschauspielerin
- Terry, Ethel Grey (1882–1931), US-amerikanische Stummfilmschauspielerin
- Terry, George (* 1950), US-amerikanischer Rockmusiker
- Terry, Gordon (1931–2006), US-amerikanischer Country-Musiker
- Terry, Hanna (* 1990), US-amerikanische Fußballspielerin
- Terry, Helen (* 1956), englische Sängerin und Fernsehproduzentin
- Terry, Henry (1869–1952), britischer Cricketspieler
- Terry, Jack (1930–2022), polnisch-US-amerikanischer Überlebender des Holocaust, Psychoanalytiker und Autor
- Terry, James L. (* 1957), US-amerikanischer Offizier, Generalleutnant der US-Army
- Terry, Jason (* 1977), US-amerikanischer Basketballspieler
- Terry, Jo Ann (* 1938), US-amerikanische Hürdenläuferin, Weitspringerin und Fünfkämpferin
- Terry, John (* 1950), US-amerikanischer Schauspieler
- Terry, John (* 1980), englischer FußballspielerJohn Terry (* 1980)

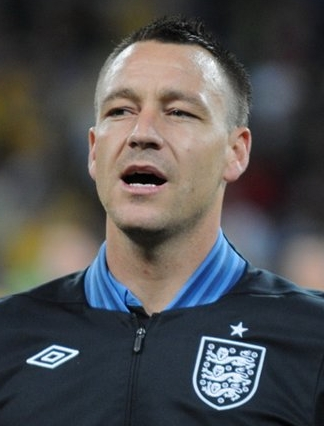
John Terry (* 1980)

- Terry, John H. (1924–2001), US-amerikanischer Politiker
- Terry, Jude, britischer Konteradmiral
- Terry, Lawrence (* 1946), US-amerikanischer Ruderer
- Terry, Lee (* 1962), US-amerikanischer Politiker
- Terry, Len (1924–2014), britischer Konstrukteur
- Terry, Lucy († 1821), afroamerikanische Dichterin
- Terry, Luther Leonidas (1911–1985), amerikanischer Mediziner, Surgeon General of the United States
- Terry, Matt (* 1993), britischer Popsänger
- Terry, Michael (1899–1981), britischer Entdeckungsreisender, Prospektor und Schriftsteller in Australien
- Terry, Michael (* 1973), antiguanischer Leichtathlet
- Terry, Michael Grant (* 1984), US-amerikanischer Schauspieler
- Terry, Nathaniel (1768–1844), US-amerikanischer Politiker
- Terry, Nick (* 1967), englischer Snookerspieler
- Terry, Nigel (1945–2015), britischer Schauspieler
- Terry, Paul (1887–1971), US-amerikanischer Animator, Drehbuchautor, Filmproduzent und Filmregisseur
- Terry, Peter (1926–2017), britischer Luftwaffenoffizier und Gouverneur von Gibraltar
- Terry, Phillip (1909–1993), US-amerikanischer Schauspieler
- Terry, Quinlan (* 1937), britischer Architekt
- Terry, Randall (* 1959), US-amerikanischer Pro-Life-Aktivist, Autor und Musiker
- Terry, Rex (1888–1964), US-amerikanischer Politiker
- Terry, Reyshawn (* 1984), US-amerikanischer Basketballspieler
- Terry, Rob (* 1980), walisischer Wrestler
- Terry, Sheila (1910–1957), US-amerikanische Schauspielerin
- Terry, Simon (1974–2021), schottischer Bogenschütze
- Terry, Sonny (1911–1986), US-amerikanischer Bluessänger und Mundharmonikaspieler
- Terry, Sue (* 1959), amerikanische Jazzmusikerin (Saxophone, Komposition)
- Terry, Teri, Autorin von Jugendbüchern
- Terry, Thelma (1901–1966), US-amerikanische Jazzmusikerin
- Terry, Todd (* 1966), US-amerikanischer Schauspieler und Produzent
- Terry, Todd (* 1967), US-amerikanischer DJ, Produzent und Remixer im Bereich Dance und House
- Terry, Troy (* 1997), US-amerikanischer Eishockeyspieler
- Terry, Twanisha (* 1999), US-amerikanische Sprinterin
- Terry, William (1824–1888), US-amerikanischer Politiker
- Terry, William L. (1850–1917), US-amerikanischer Politiker
- Terry, Yosvany (* 1972), kubanischer Jazzmusiker (Saxophon, Perkussion, Shékere, Komposition)
- Terry-Thomas (1911–1990), englischer Schauspieler und KomikerTerry-Thomas (1911–1990)

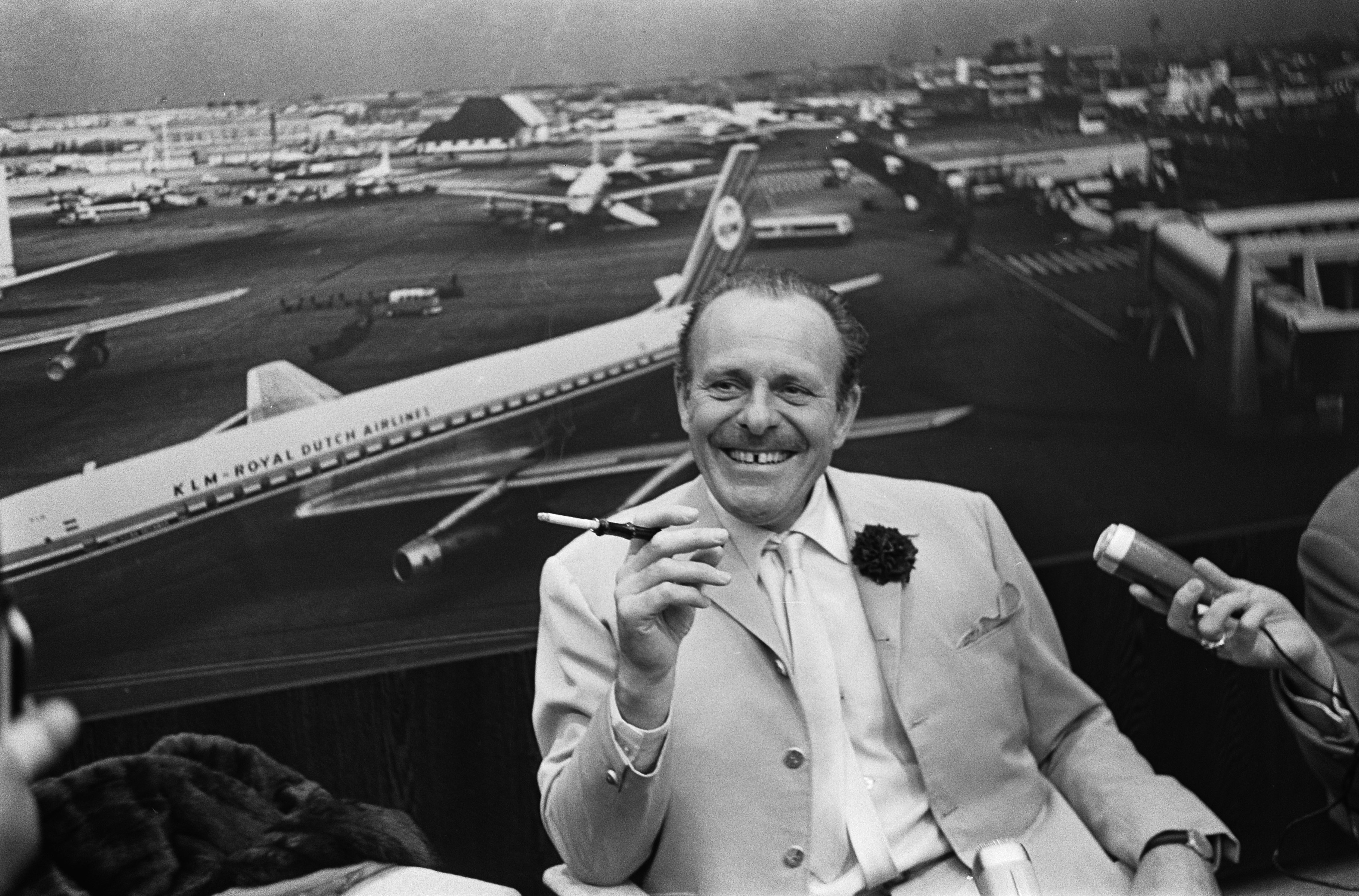
Terry-Thomas (1911–1990)

### Ters
- Terschak, Adolf (1832–1901), österreich-ungarischer Flötist und Komponist
- Terschak, Emil (1858–1915), österreichischer Fotograf, Bergsteiger und Künstler
- Terschak, Ricarda (1929–2012), rumäniendeutsche Schriftstellerin
- Terscheck, Carl Adolph (1782–1869), kursächsischer Hofgärtner
- Terscheck, Johann Gottfried (1784–1870), sächsischer Hofgärtner
- Terschegget, Roy (* 1987), niederländischer Fußballspieler
- Teršek, Tom (* 2006), slowenischer Leichtathlet
- Teršelič, Vesna (* 1962), Friedensaktivistin
- Tersian, Tovmas (1840–1909), Dichter und Dramaturg
- Tersiew, Georgi (* 1992), bulgarischer Fußballspieler
- Tersiew, Kiril (* 1983), bulgarischer Ringer
- Tersigni, Ludovico (* 1995), italienischer SchauspielerLudovico Tersigni (* 1995)

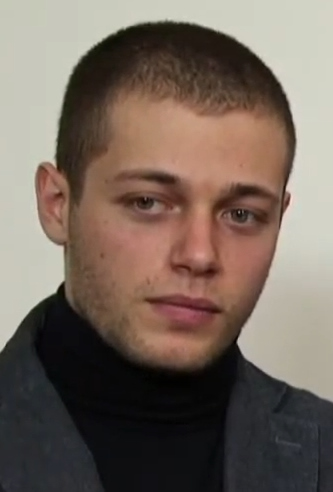
Ludovico Tersigni (* 1995)

- Tersijska, Dschulija (* 1996), bulgarische Tennisspielerin
- Terskow, Iwan Alexandrowitsch (1918–1989), russischer Biophysiker und Hochschullehrer
- Tersluisen, Edmund (1918–2006), deutscher Jurist und Politiker (CDU)
- Tersoff, Jerry (* 1945), US-amerikanischer Physiker
- Terson, Peter (1932–2021), britischer Dramatiker
- Terstappen, Charly (* 1953), deutscher Schlagzeuger und Produzent
- Tersteegen, Gerhard (1697–1769), deutscher Theologe, niederrheinischer Prediger, Seelsorger und Schriftsteller des reformierten PietismusGerhard Tersteegen (1697–1769)

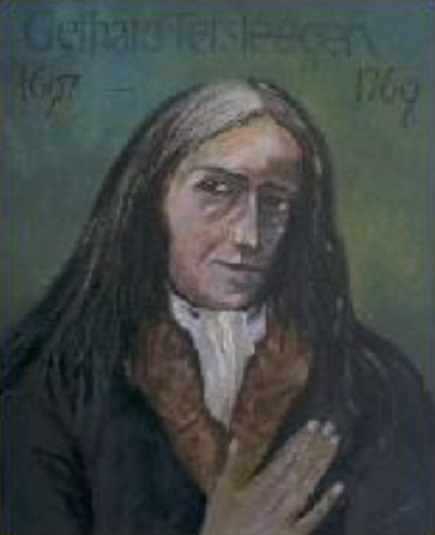
Gerhard Tersteegen (1697–1769)

- Terstegen, Thomas (* 1960), deutscher Diplomat
- Terstegge, Sigrid (* 1960), deutsche Volleyballnationalspielerin
- Tersztyánszky von Nádas, Karl (1854–1921), österreichischer General
- Tersztyánszky, Ödön (1890–1929), ungarischer Fechter und zweifacher Olympiasieger

### Tert
- Terták, Elemér (1918–1999), ungarischer Eiskunstläufer
- Tertel, Iwan (* 1966), belarussischer Chef des KGB
- Terteleac, Ana Maria (* 1994), rumänische Fußballschiedsrichterin
- Tertelj, Josef (* 1960), jugoslawischer Ringer
- Terterjan, Awet (1929–1994), armenischer Komponist
- Terterjan, Nikolai (* 2001), dänischer Boxer
- Tertilt, Michèle (* 1972), deutsche Wirtschaftswissenschaftlerin und Professorin an der Universität Mannheim
- Tertilt, Mirjam (* 1977), deutsche Schauspielerin
- Terting, Peter (* 1984), deutscher Rennfahrer
- Tertinius Vitalis, römischer Soldat
- Tertis, Lionel (1876–1975), englischer Bratschist
- Tertius von Iconium, Heiliger Apostel, Bischof und Märtyrer
- Tertre, Estienne du, französischer Komponist
- Tertre, Pierre du († 1378), Sekretär des Königs Karl II. von Navarra
- Tertsch, Ekkehard (1906–1989), österreichischer Journalist
- Tertsch, Hermann (1880–1962), österreichischer Mineraloge
- Tertsch, Hermann (* 1958), spanischer Journalist, Rechtsanwalt und Politiker
- Tertsch, Lisa (* 1998), deutsche TriathletinLisa Tertsch (* 1998)

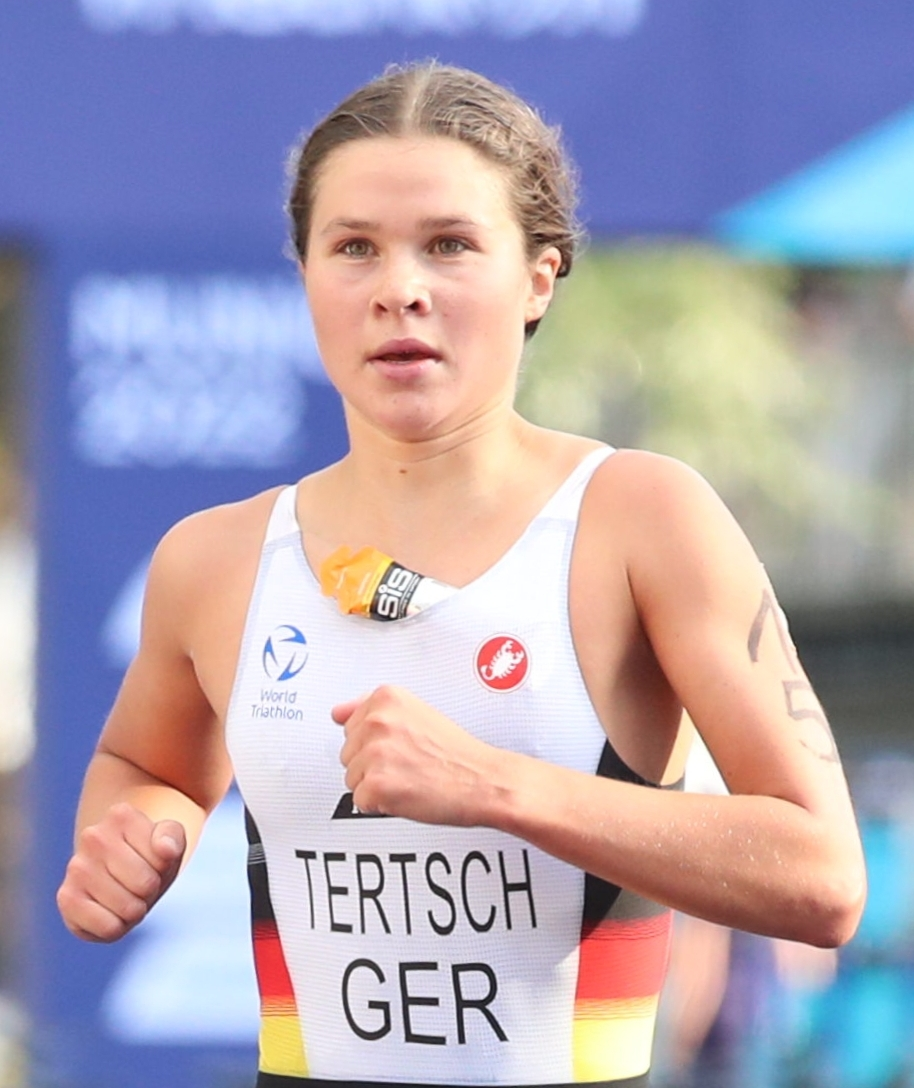
Lisa Tertsch (* 1998)

- Tertschek, Wolfgang (* 1941), deutscher Radsportler
- Tertullian, Kirchenschriftsteller
- Tertullian, römischer Jurist
- Tertullus, römischer Konsul 410
- Tertünte, Stefan (* 1965), deutscher römisch-katholischer Theologe, Provinzoberer
- Tertyschny, Alexei Wiktorowitsch (* 1977), russischer Eishockeyspieler
- Tertyschny, Dmitri Walerjewitsch (1976–1999), russischer Eishockeyverteidiger
- Tertyschny, Sergei Wiktorowitsch (* 1970), russischer Eishockeyspieler
- Tertzakian, Hovhannes (1924–2002), syrischer Geistlicher, Bischof der Armenisch-Katholischen Kirche

### Teru
- Teruel, Eloy (* 1982), spanischer Bahn- und Straßenradrennfahrer
- Teruel, Michael (* 1970), philippinischer Skirennläufer
- Teruel, Ricardo (* 1956), venezolanischer Komponist und Pianist
- Terui, Atsushi (* 1980), japanischer Fußballspieler
- Terui, Mikiko (* 1952), japanische Skilangläuferin
- Teruya, Kantoku (1945–2022), japanischer Politiker
- Teruya, Yūken (* 1973), japanischer bildender Künstler
- Teruyama, Hayato (* 2000), japanischer Fußballspieler

### Terv
- Tervahartiala, Julia (* 2002), finnische Skispringerin
- Tervel, Raphaëlle (* 1979), französische Handballspielerin und -trainerin
- Terver, Ange Paulin (1789–1875), französischer Malakologe
- Tervo, Jari (* 1959), finnischer Autor
- Tervo, Krista (* 1997), finnische Hammerwerferin
- Tervo, Miia (* 1980), finnische Filmregisseurin und Drehbuchautorin
- Tervo, Penna (1901–1956), finnischer Journalist und Politiker, Mitglied des Reichstags, Finanz-, Handels- und Industrieminister
- Tervooren, Helmut (1935–2023), deutscher Germanist, Mediävist und Hochschullehrer
- Tervoort, Anna (1909–2003), deutsche Gerechte unter den Völkern
- Tervoort, Bernard (1920–2006), niederländischer Linguist

### Terw
- Terwel, Khan von Bulgarien
- Terwesten, Augustin (1649–1711), niederländischer Barockmaler
- Terwesten, Matthäus (1670–1757), niederländischer Barockmaler
- Terwey, Ellen (* 1950), deutsche Musikerin, Liederpoetin und Pädagogin
- Terwiel, Barend Jan (* 1941), niederländisch-australischer Anthropologe, Historiker und Thaiist
- Terwiel, Elli (* 1989), kanadische Skirennläuferin
- Terwiel, Maria (1910–1943), deutsche Widerstandskämpferin gegen den NationalsozialismusMaria Terwiel (1910–1943)

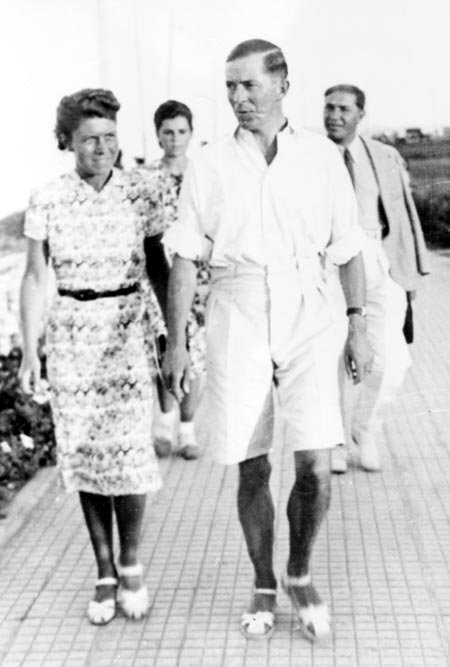
Maria Terwiel (1910–1943)

- Terwiel, Netty (1909–1993), niederländische Künstlerin
- Terwiesche, Michael (* 1964), deutscher Politiker (FDP), MdB
- Terwillegar, Erica (* 1963), US-amerikanische Rennrodlerin
- Terwilliger, George J. (* 1950), US-amerikanischer Jurist
- Terwilliger, John (* 1957), US-amerikanischer Ruderer
- Terwilliger, Matt (* 1985), US-amerikanischer Basketballspieler
- Terwin, Johanna (1884–1962), deutsche Schauspielerin
- Terwindt, Trix (1911–1987), niederländische Widerstandskämpferin
- Terwisga, Narda van (1919–1997), niederländische Widerstandskämpferin
- Terwitte, Paulus (* 1959), deutscher KapuzinerPaulus Terwitte (* 1959)

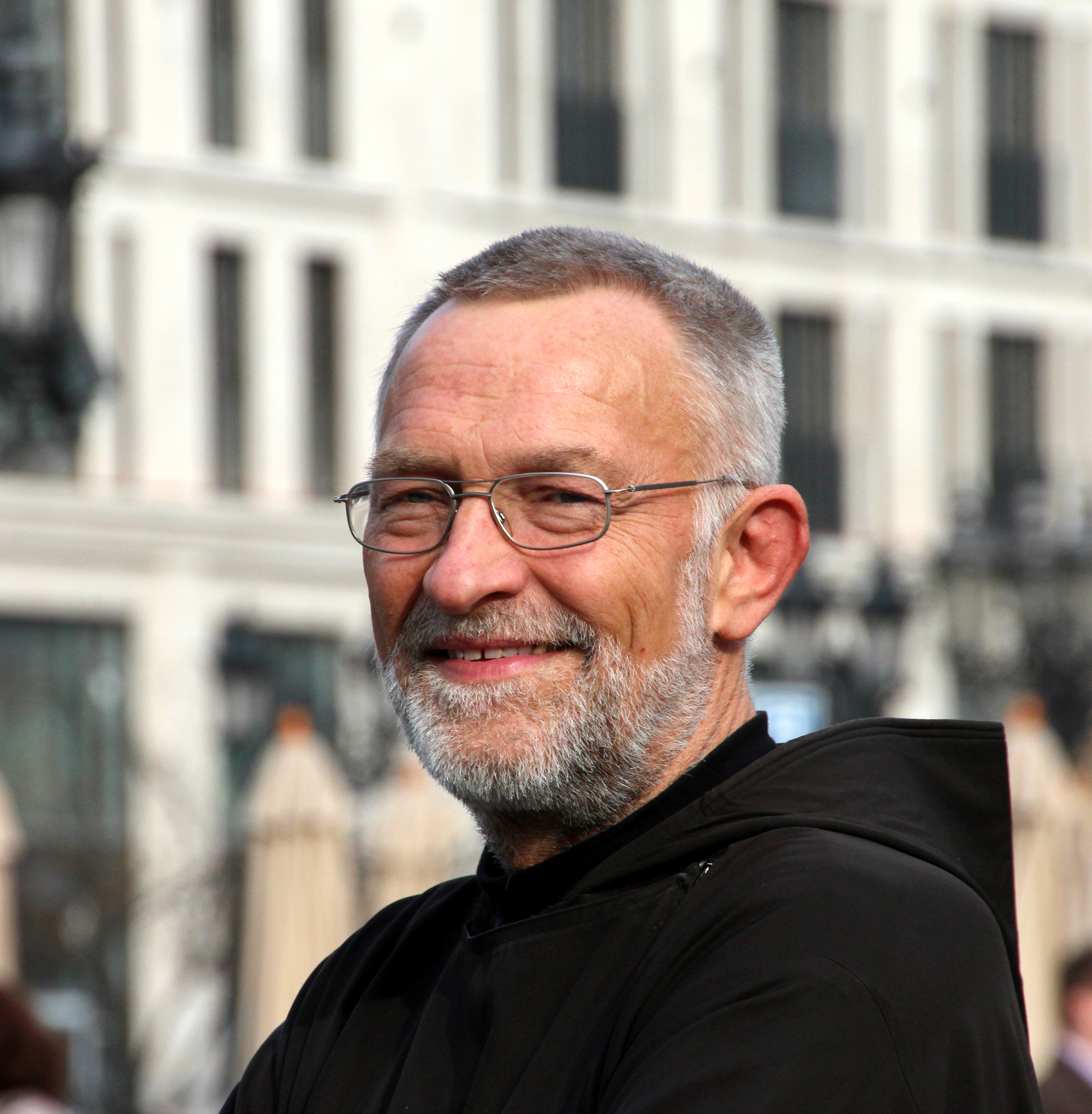
Paulus Terwitte (* 1959)

- Terwogt, Johannes (1878–1977), niederländischer Ruderer
- Terwolbeck, Alexander (* 1991), deutscher Handballspieler
- Terworth, Heinz (* 1905), deutscher Tontechniker

### Tery
- Tery, Clément, französischer Filmkomponist
- Téry, Edmund (1856–1917), deutsch-ungarischer Arzt, Bergsteiger und Förderer des Tourismus
- Téry, Gustave (1870–1928), französischer Journalist und Dramatiker
- Téry, Ödön (1890–1981), ungarischer Turner
- Téry-Adler, Margit (1892–1977), ungarische Grafikdesignerin und Innenarchitektin
- Teryan, Lilit (1930–2019), iranische Bildhauerin und Hochschullehrerin

### Terz
- Terzaghi, Karl von (1883–1963), BauingenieurKarl von Terzaghi (1883–1963)

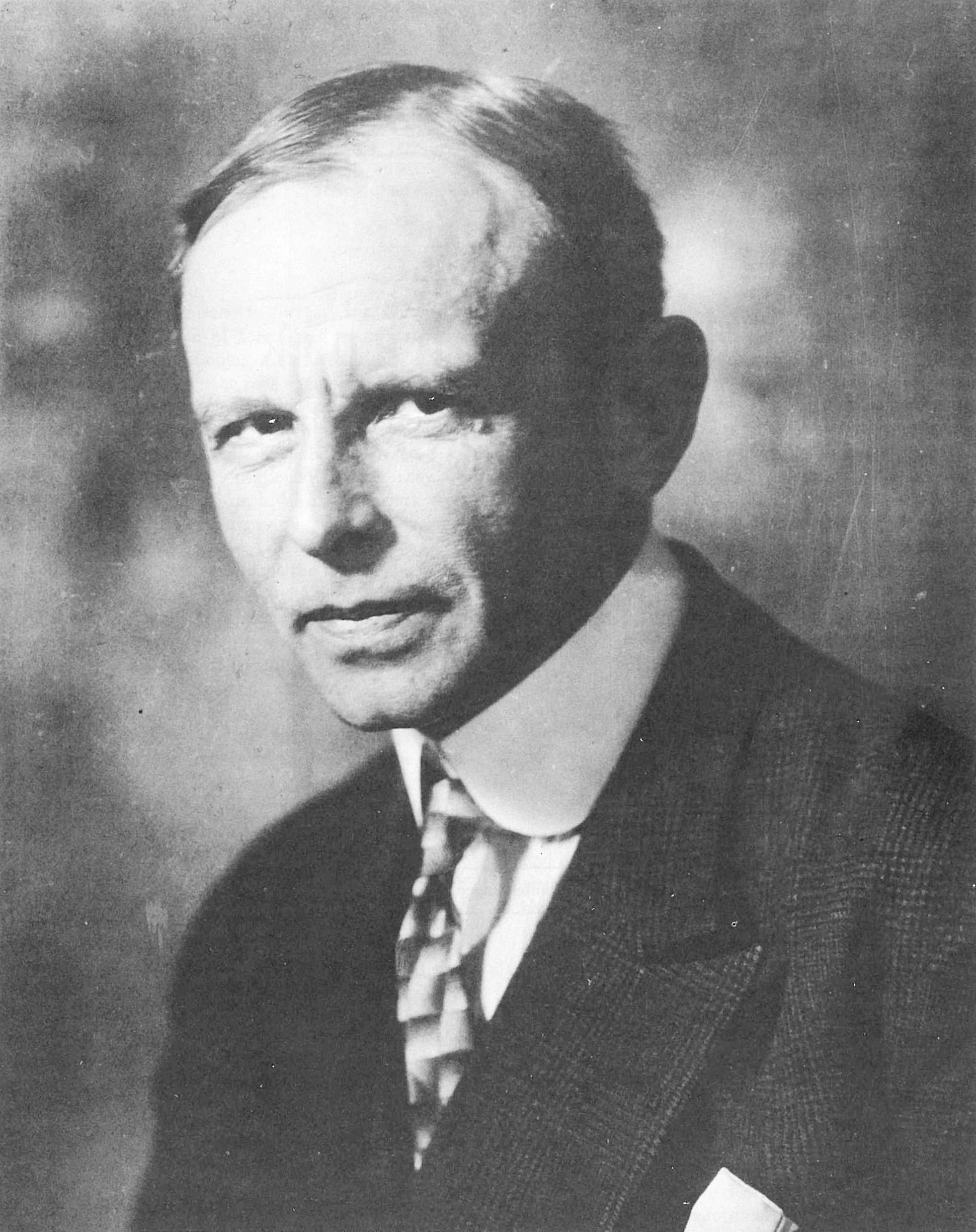
Karl von Terzaghi (1883–1963)

- Terzaghi, Matteo (* 1970), Schweizer Künstler und Autor
- Terzakis, Dimitri (* 1938), griechischer Komponist
- Terzakis, Grant, US-amerikanischer Schauspieler und Filmproduzent
- Terzakis, Zachos (* 1950), griechischer Opern- und Konzertsänger (Tenor)
- Terzan, Agop (1927–2020), französischer Astronom armenischer Abstammung
- Teržan, Biba (* 1947), slowenische, vormals jugoslawische, Archäologin
- Terzani, Tiziano (1938–2004), italienischer Journalist und Schriftsteller
- Terzanidis, Christos (* 1945), griechischer Fußballspieler
- Terzano, Massimo (1892–1947), italienischer Kameramann mit zwei Ausflügen in die Dokumentarfilmregie
- Terzenbach, Daniel (* 1980), deutsches Vorstandsmitglied der Bundesagentur für Arbeit (seit 2019)
- Terzer, Dominik (* 1999), österreichischer Nordischer Kombinierer
- Terzi di Sant’Agata, Giulio (* 1946), italienischer Diplomat und Außenminister
- Terzi, Benvenuto (1892–1980), italienischer Komponist und Konzertgitarrist
- Terzi, Claudio (* 1984), italienischer Fußballspieler
- Terzi, Emir (* 2001), deutsch-türkischer Fußballspieler
- Terzi, Emrecan (* 2004), türkischer Fußballspieler
- Terzi, Filippo (1520–1597), italienischer Architekt und Baumeister in Diensten der portugiesischen Könige
- Terzi, Gianna (* 1980), griechische Sängerin
- Terzi, Giorgio, italienischer Trickfilmer
- Terzi, Ludwig von (1730–1800), kaiserlich-königlicher Feldzeugmeister, Reisebegleiter Kaiser Josephs II.
- Terzi, Mehmet (* 1955), türkischer Langstreckenläufer und Sportfunktionär
- Terzi, Ottobuono († 1409), italienischer Condottiere und Herr von Parma, Piacenza und Reggio
- Terzi, Şahinali (* 1990), türkischer Fußballspieler
- Terzi, Semih († 2016), türkischer Offizier
- Terzian, Alain (* 1949), französischer Filmproduzent sowie ein Film- und Verbandsfunktionär
- Terzian, Alexandros (* 1968), argentinisch-griechischer Sprinter
- Terzian, Alicia (* 1934), argentinische Komponistin, Dirigentin und Musikwissenschaftlerin
- Terzian, Boghos Bedros XIII. (1855–1931), Patriarch von Kilikien der Armenisch-katholischen Kirche
- Terzian, Hagop (1879–1915), armenischer Pharmazeut und Autor im Osmanischen Reich
- Terzian, Kristi (* 1967), US-amerikanische Skirennläuferin
- Terziani, Pietro (1763–1831), italienischer Komponist
- Terzibaschitsch, Anne (* 1955), deutsche Musikpädagogin, Pianistin und Komponistin
- Terzibaschitsch, Stefan (1926–2008), deutscher Autor zur US Navy
- Terzibasiyan, Misak (* 1964), niederländischer Architekt
- Terzić, Admir (* 1992), deutsch-bosnischer Fußballspieler
- Terzić, Adnan (* 1960), bosnisch-herzegowinischer Politiker
- Terzić, Aleksa (* 1999), serbischer FußballspielerAleksa Terzić (* 1999)

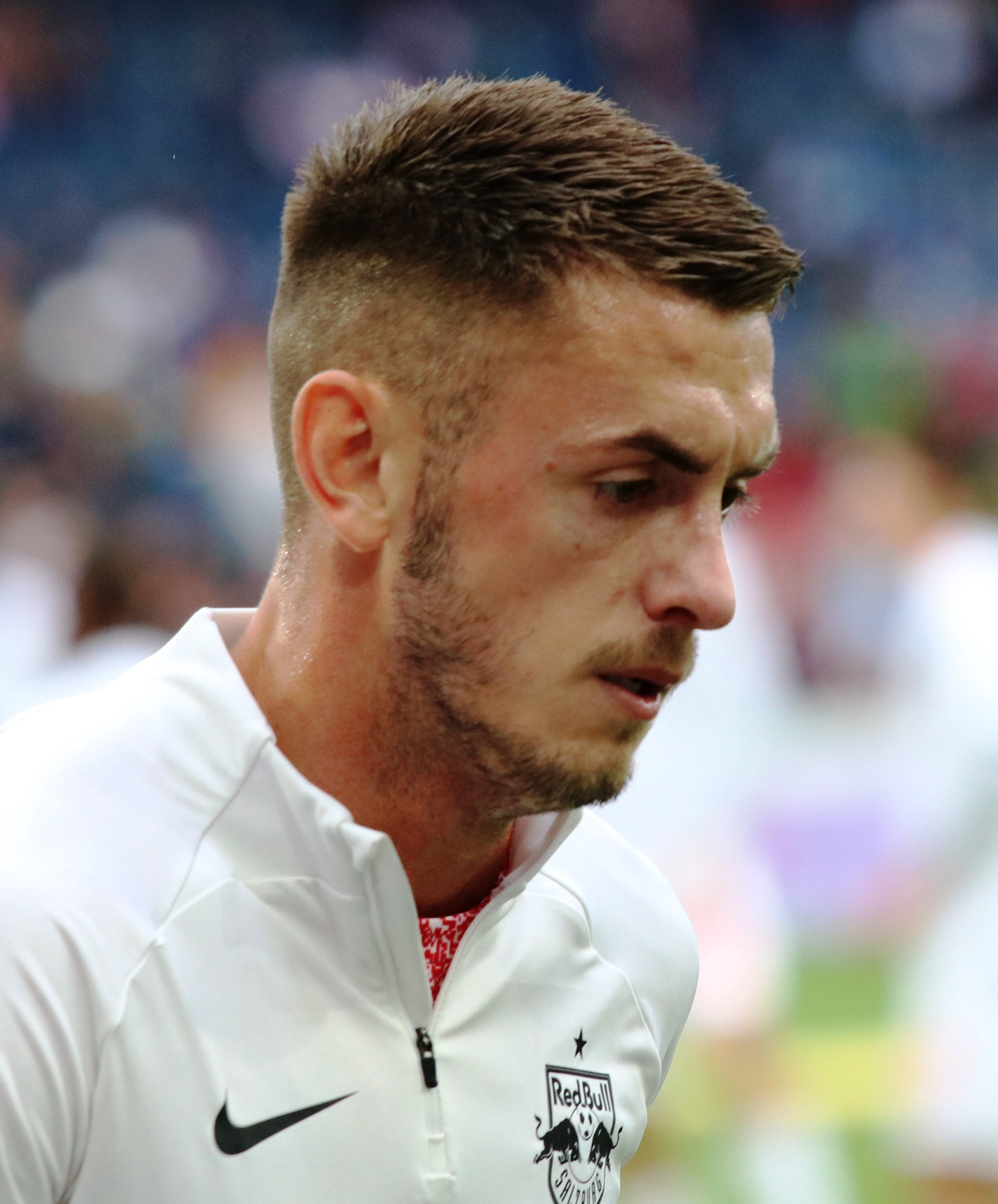
Aleksa Terzić (* 1999)

- Terzic, Alma (* 1987), bosnisch-türkische Schauspielerin
- Terzić, Amela (* 1993), serbische Mittelstreckenläuferin
- Terzić, Arvedin (* 1989), bosnischer Fußballspieler
- Terzić, Dejan (* 1970), deutscher Jazzschlagzeuger
- Terzić, Dragan (* 1970), bosnischer Fußballspieler und -trainer
- Terzić, Edin (* 1982), deutsch-kroatischer Fußballspieler, -trainer und -funktionärEdin Terzić (* 1982)

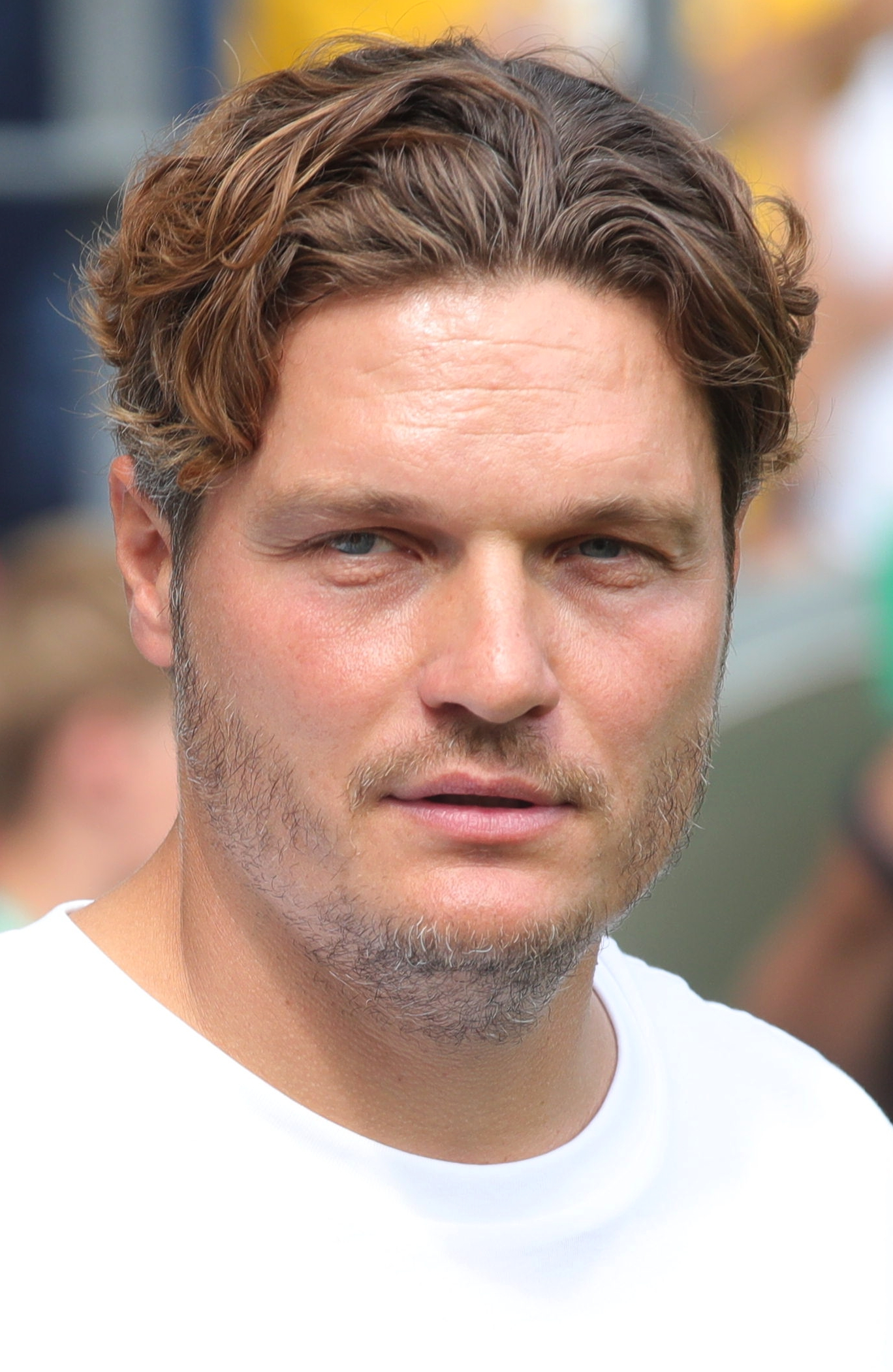
Edin Terzić (* 1982)

- Terzic, Mario (* 1945), österreichischer Hochschullehrer und Landschaftsdesigner
- Terzić, Mirsad (* 1983), bosnischer Handballspieler
- Terzić, Stefan (* 1994), serbischer Handballspieler
- Terzić, Zoran (* 1969), deutscher Soziologe und Jazzmusiker, Autor
- Terzić, Zvezdan (* 1966), serbischer Fußballspieler
- Terzieff, Laurent (1935–2010), französischer Schauspieler
- Terzio, Francesco († 1591), italienischer Maler, Radierer und Graveur
- Terziyan, Nubar (1909–1994), türkischer Schauspieler armenischer Abstammung
- Terziyan, Sesede (* 1981), deutsche Schauspielerin armenischer Abstammung
- Terziyski, Kalin (* 1970), bulgarischer Schriftsteller
- Terzo, Nino (1923–2005), italienischer Komiker und Schauspieler
- Terzo, Riccardo (* 1990), italienischer Fagottist
- Terzo, Venus (* 1967), kanadische Synchronsprecherin und Filmschauspielerin
- Terzopoulos, Demetri, kanadisch-US-amerikanischer Informatiker